# Fronteras de Chile

Zona económica exclusiva de Chile.

Las fronteras de la República de Chile tuvieron como base las de la Capitanía General de Chile, luego de su independencia de la Monarquía española en 1818. Después fueron modificadas por incorporaciones y establecidas con tratados internacionales. Limita con Perú al norte (168 km), Bolivia al noroeste (942 km) y Argentina al este (6691 km), totalizando 7801 kilómetros de fronteras terrestres.
La mayor proporción de Chile se encuentra en el sector occidental del Cono Sur en América del Sur, entre la cordillera de los Andes y el océano Pacífico, llamado Chile continental. Chile insular lo conforma el archipiélago de Juan Fernández, las islas Desventuradas, la isla Salas y Gómez y la isla de Pascua, las dos últimas en Oceanía. Chile reclama soberanía sobre una zona de la Antártida de más de 1 250 257,6 km² denominada Territorio Chileno Antártico, comprendida entre los meridianos 53°W y 90°W, prolongando su límite meridional hasta el Polo Sur. Esta reclamación está suspendida según lo estipulado por el Tratado Antártico, del que Chile es signatario.

## Antecedentes históricos

### Época hispánica

#### Capitulaciones de Toledo de 1529

Capitulaciones de Toledo en 1529.

Las fronteras de Chile inician su historia el día 26 de julio de 1529, cuando en Toledo la reina firma varias capitulaciones, denominadas Capitulación de Toledo, para descubrir, conquistar y poblar las tierras al sur del Ecuador.
La primera Capitulación fue para Francisco Pizarro desde el pueblo de Tenimpuya, en la boca del río Santiago (1° 20 N, en el Ecuador actual), hasta 200 leguas al sur por el meridiano de dicho pueblo, esto es, hasta los 9°57′ S; sin embargo, señalaba también como límite sur el pueblo de Chincha ubicado a unas 60 leguas más al sur a los 13°29′ S, dejando imprecisa la demarcación.
La segunda Capitulación (Gobernación de Nueva León) fue para Simón de Alcazaba y Sotomayor, también recibía 200 leguas de norte a sur desde el extremo sur de la gobernación de Pizarro hacia el estrecho de Magallanes. Sin embargo, al estar impreciso el límite sur de la gobernación de Pizarro, no era clara esta jurisdicción, si se tomaban 200 leguas desde los 9°57′ S, la gobernación de Alcazaba terminaba a la altura de punta de Lobos entre Iquique y Tocopilla, aproximadamente el 21°6′ S.
La capitulación de Alcazaba lo nombraba alguacil mayor de su Gobernación, debía construir dos fuertes y además obtenía el 20% de los provechos de la Tierra. La capitulación de Alcazaba se postergó y entre enero de 1530 y junio de 1531 existió un proyecto de capitulación y asiento para los Fúcares alemanes, "para el descubrimiento de las islas y tierras que hay desde el estrecho de Magallanes hasta Chincha".

#### Reales cédulas de 1534

Reales cédulas firmadas entre 1534 y 1539.

El 21 de mayo de 1534, Carlos V despachó varias cédulas que dividían la América española al sur del río Santiago en cuatro gobernaciones. Cada una de estas gobernaciones, excepto la de Pizarro, tenía 200 leguas de ancho de norte a sur y abarcaba desde la costa del Pacífico hasta la costa atlántica o la línea de Tordesillas (46°37′ O según España).
- La primera gobernación fue la de Nueva Castilla para Pizarro, firmada el 4 de mayo de 1534, se le añadieron 70 leguas más al sur al territorio otorgado en 1529, llegando a los 14°3′43″ S.
- La segunda, Gobernación de Nueva Toledo, fue para Diego de Almagro, desde la anterior hasta el 25°31′26″ S, un poco al sur de Taltal. Otorgada el día 21 de mayo de 1534.
- La tercera Gobernación de Nueva Andalucía fue para Pedro de Mendoza desde Taltal hasta 36°57′09″ S, en la isla Santa María en la costa de Arauco. Otorgada el mismo día.
- La cuarta, Gobernación de Nueva León, para Simón de Alcazaba y Sotomayor, quien había sido desplazado por las otras concesiones. Su gobernación iba de 36°57′09″ S, al 48°22′52″ S (isla de La Campana). Otorgada también el mismo día. Posteriormente cuando se le otorga a Francisco de Camargo en el 8 de diciembre de 1536 el territorio es ampliado hasta el estrecho de Magallanes.

De esta forma y desde el despacho real el actual Chile quedó dividido en tres gobernaciones que iban desde Cuzco hasta la isla de La Campana. Cabe señalar que el desconocimiento de la geografía sudamericana por parte de los geógrafos reales, no les hacía prever la existencia de la cordillera de los Andes y que esta dificultaría la exploración de los territorios tan fácilmente demarcados en el mapa.

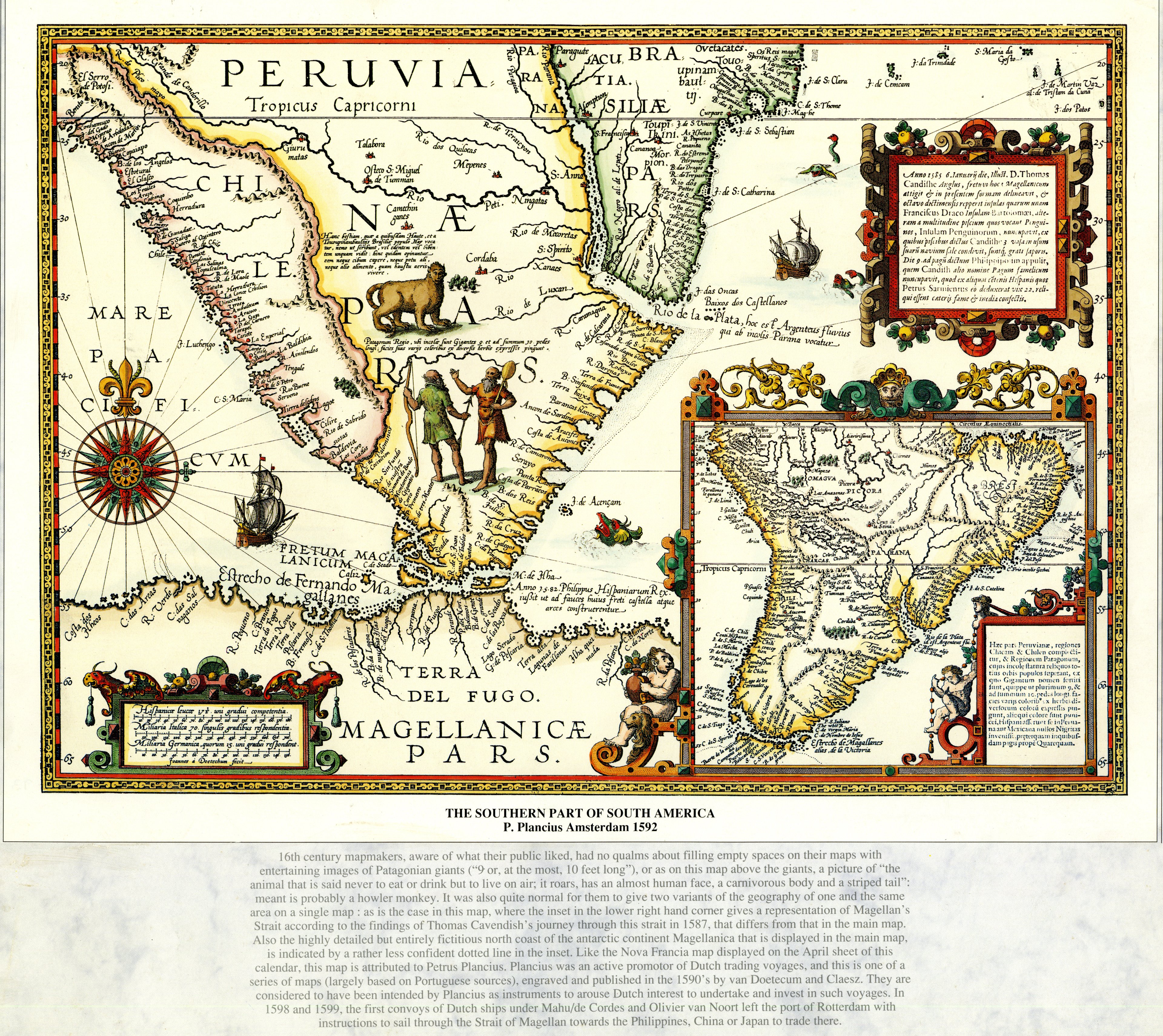
El Reino de Chile, 1592.

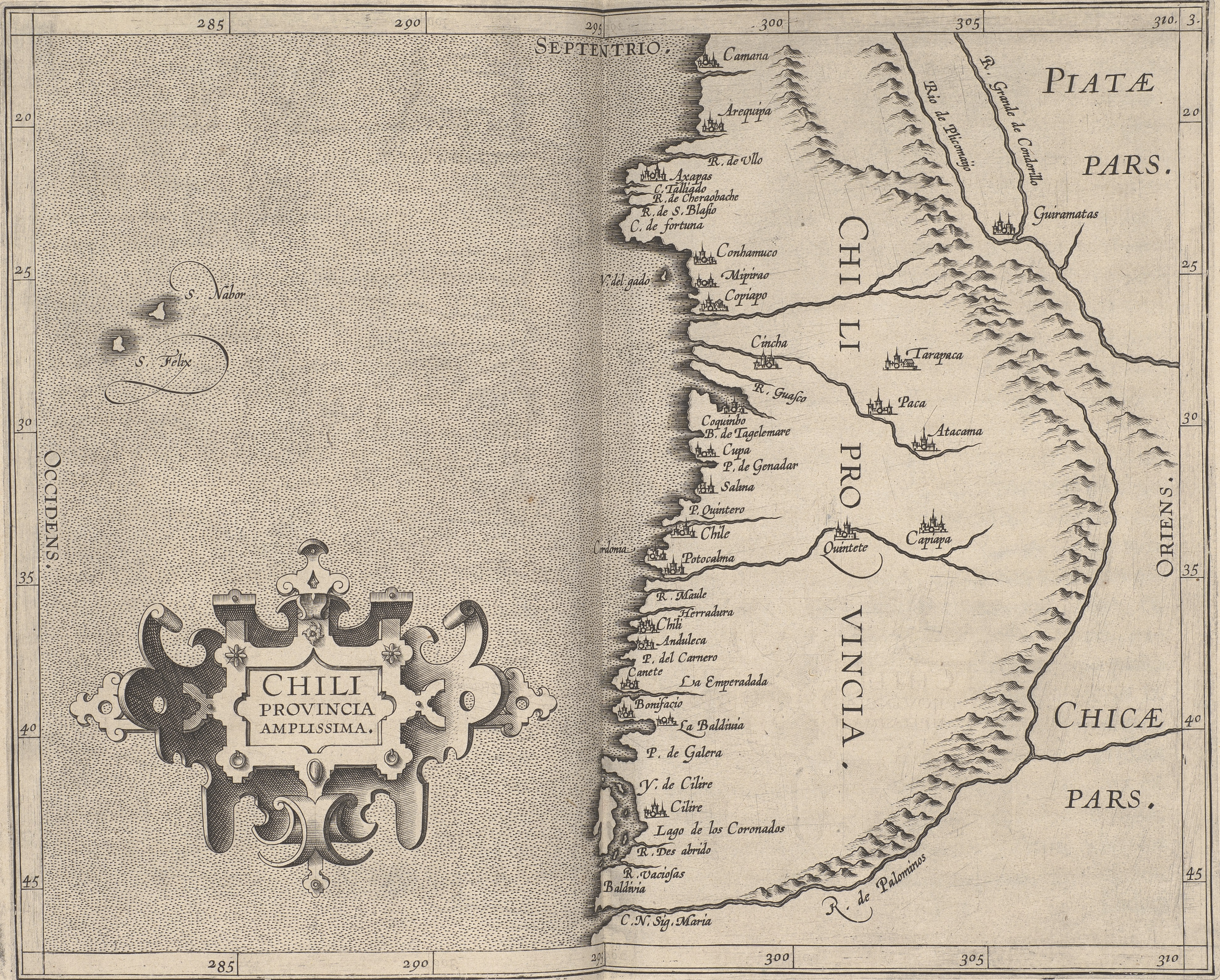
Chili Provincia Amplissima. Mapa de Chile por Cornelius van Wytfliet, publicado en Lovaina en 1597.

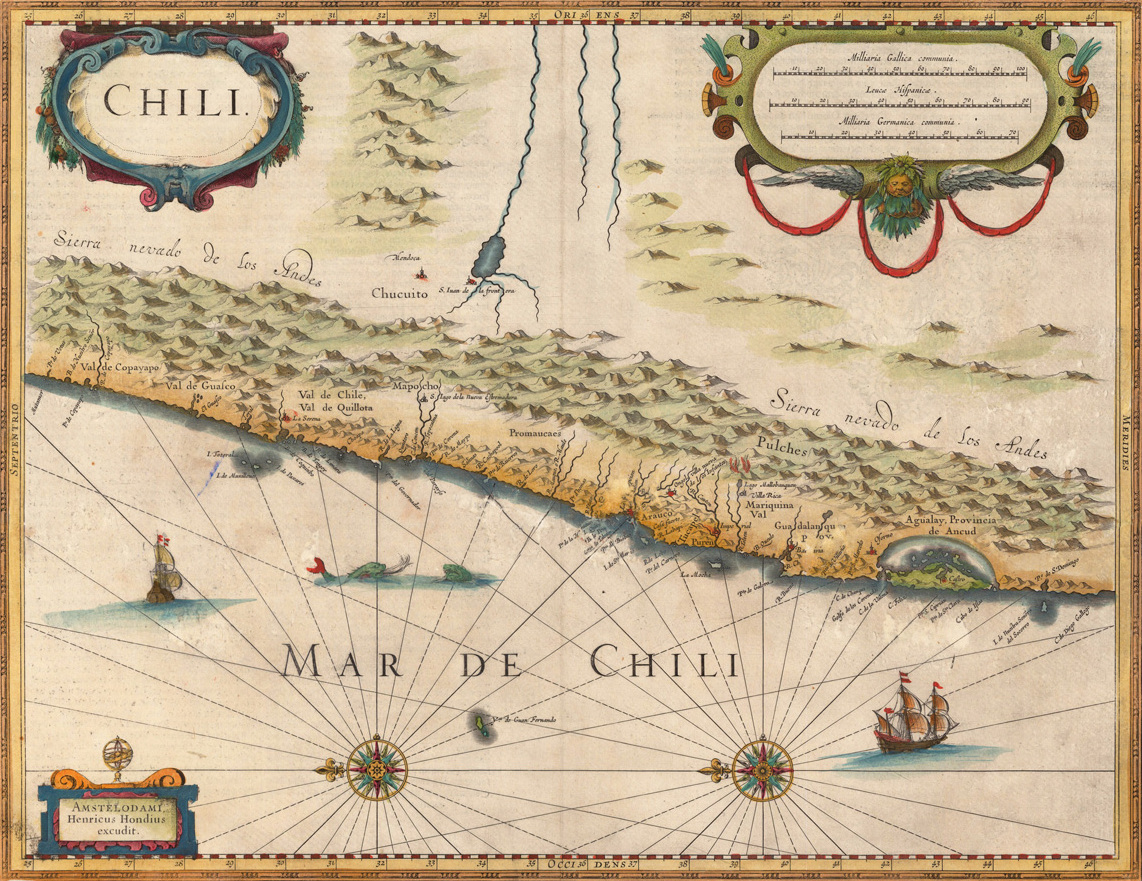
Chili. Mapa de Chile por Jan Jansson, publicado en Ámsterdam en 1635.

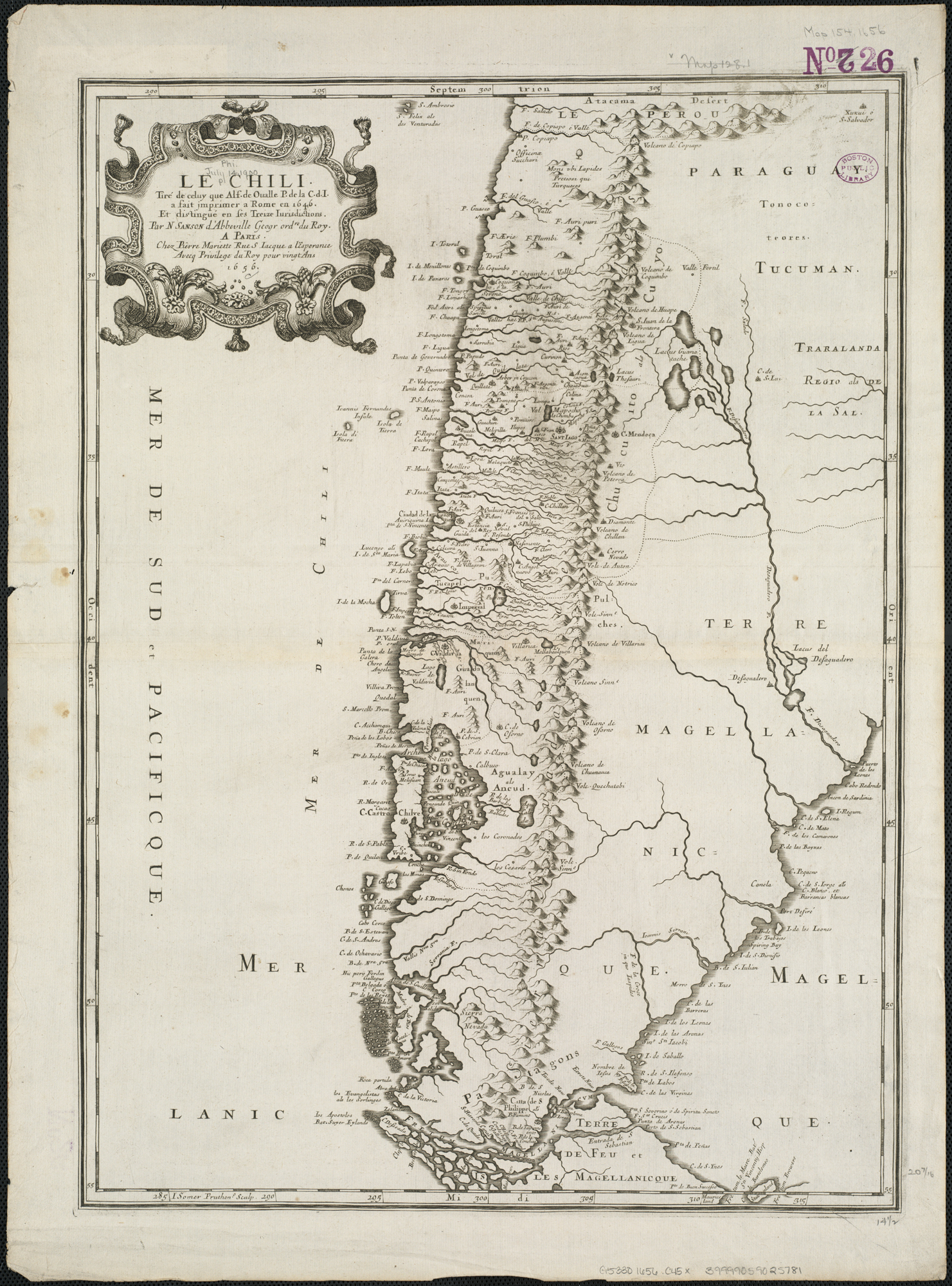
Mapa de Chile por Nicolas Sanson, 1656.

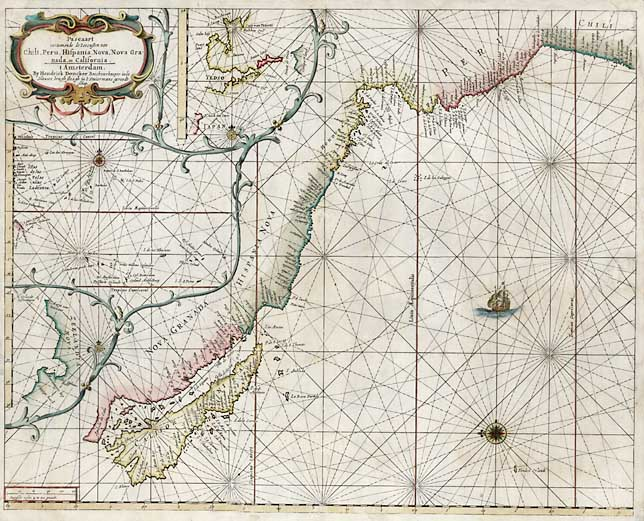
Pascaart vertoonened de zeecusten van Chili, Peru, Hispania Nova, Nova Granada. Mapa por Hendrick Doncker, publicado en Ámsterdam en 1659.

#### Capitulación de 1539
El 24 de enero de 1539, se celebró una nueva capitulación en Toledo, entre la Corona española y Pedro Sancho de la Hoz que le concedía el gobierno de todas las tierras que se descubrieran al sur del estrecho de Magallanes, denominándose como gobernación de la Terra Australis.
De esta forma el actual territorio chileno quedaba comprendido entre cuatro gobernaciones, la conquista, reconocimiento y poblamiento de estas concesiones se hizo de la siguiente forma, desde la costa pacífica acudiendo desde Nueva Castilla, se inició la conquista y reconocimiento de Nueva Toledo en 1534 y la gobernación de Pedro Sancho de la Hoz en 1540, por la costa atlántica se inició la conquista Nueva Andalucía y Nueva León.

#### Gobernación de Nueva Toledo
El primer gobernador de Nueva Toledo fue Diego de Almagro por Real Cédula del 21 de mayo de 1534, cuando Almagro comienza su expedición el día 3 de julio de 1535 (tiempo que le demoró reunir tropas y pertrechos) hacia Chile (nombre con que era conocido el territorio desde donde anualmente se tributaba con oro al Inca), lo hacía con el propósito, no sólo de encontrar los yacimientos de oro, sino también para hacer uso efectivo y reconocimiento de su gobernación.
Al no encontrar ni oro, ni plata, teniendo que enfrentar a los naturales en la batalla de Reinohuelén y más aún soportando el malestar de sus hombres, Almagro decide volver a Cuzco en septiembre de 1536 desde el valle del Aconcagua. En su viaje de regreso se encontró con Juan de Herrada en Copiapó, quien le traía las capitulaciones y el nombramiento como gobernador de Nueva Toledo, además le impuso de la situación que ocurría en Cusco, la rebelión de Manco Cápac II y las conspiraciones de los hermanos Pizarro. Almagro sabiendo que Cusco quedaba dentro de su gobernación, decide rápidamente volver y recuperar el Cusco de manos de quien lo tuviese. Aquí se produce una guerra entre los hermanos Pizarro y Almagro por el control del Cusco y dirimir en que gobernación quedaba, ya que ambos alegaban derechos sobre ella. Almagro finalmente sería derrotado y fue ajusticiado el 8 de julio de 1538. Con esta derrota Nueva Toledo pierde el Cusco.
El segundo gobernador de Nueva Toledo fue Pedro de Valdivia, nombrado teniente de gobernador en abril de 1539 por Pizarro de acuerdo a una Real Cédula de 1537 que lo autorizaba para ello. Para ese entonces ya Nueva Toledo era sinónimo de Chile, y éste a su vez sinónimo de desventura para los españoles codiciosos, lo cual hizo que a Valdivia le demorara casi un año salir de Cusco con apenas once soldados en enero de 1540.

#### Gobernación de Nueva Extremadura
Pedro de Valdivia comenzó la conquista de lo que actualmente es Chile en 1540. El 12 de febrero de 1541 fundó Santiago de Nueva Extremadura. El 11 de julio, el cabildo de la Gobernación de Nueva Extremadura lo proclamó gobernador.
La primera mención clara de los límites de Chile fue en una Real Comisión dictada por el gobernador García Hurtado de Mendoza a Pedro del Castillo el 20 de noviembre de 1560: "Don García Hurtado de Mendoza, Gobernador i Capitán General en estas Provincias de Chile i sus comarcas por su Majestad. Por cuanto su Majestad por sus reales Provisiones me encargó la Gobernación de estas dichas Provincias de Chile de Norte a Sur desde el Valle de Copiapó hasta la otra parte del Estrecho de Magallanes, i de este-oeste ciento cincuenta leguas, como se lo dio i señaló por Gobernación al Adelantado Don Jerónimo de Alderete..." Chile incluía las tierras desde el valle de Copiapó en el norte hasta el estrecho de Magallanes en el sur.

#### Capitanía General de Chile
En 1548, Pedro de Valdivia obtuvo de Pedro de la Gasca, presidente de la Real Audiencia de Lima «por gobernación y conquista desde Copiapó, que está en 27 grados de altura de la línea equinoccial a la parte del sur, hasta 41 de la dicha parte, procediente norte sur derecho por meridiano, e de ancho entrando en la mar a la tierra hueste leste cien leguas». El emperador Carlos I, al confirmar en 1552 el nombramiento de Pedro de Valdivia hecho por de La Gasca, fijó el territorio de la Gobernación de Nueva Extremadura como una franja de 100 leguas de oeste a este desde el Mar del Sur delimitada por los paralelos 27° y 41° de latitud sur (aproximadamente entre Copiapó y Osorno).
Por petición de Valdivia, Carlos I extendió la gobernación hasta el estrecho de Magallanes por real cédula, aunque en el intertanto Pedro de Valdivia había fallecido. Jerónimo de Alderete, quien fue nombrado sucesor de Valdivia el 17 de octubre de 1554, falleció mientras volvía a Chile desde España. Posteriormente, en una real comisión dictada por el gobernador García Hurtado de Mendoza a Pedro del Castillo, el 20 de noviembre de 1560 señaló: «[...] Por cuanto su Majestad por sus reales Provisiones me encargó la Gobernación de estas dichas Provincias de Chile de Norte a Sur desde el Valle de Copiapó hasta la otra parte del Estrecho de Magallanes, y de este-oeste ciento cincuenta leguas, como se lo dio y señaló por Gobernación al Adelantado Don Jerónimo de Alderete [...]».
Valdivia seguía sus expediciones en dirección sur para poder fundar un asentamiento en el lugar, algo que no concretó al encontrarse con los araucanos.

#### Antártica Chilena en el reino de Chile

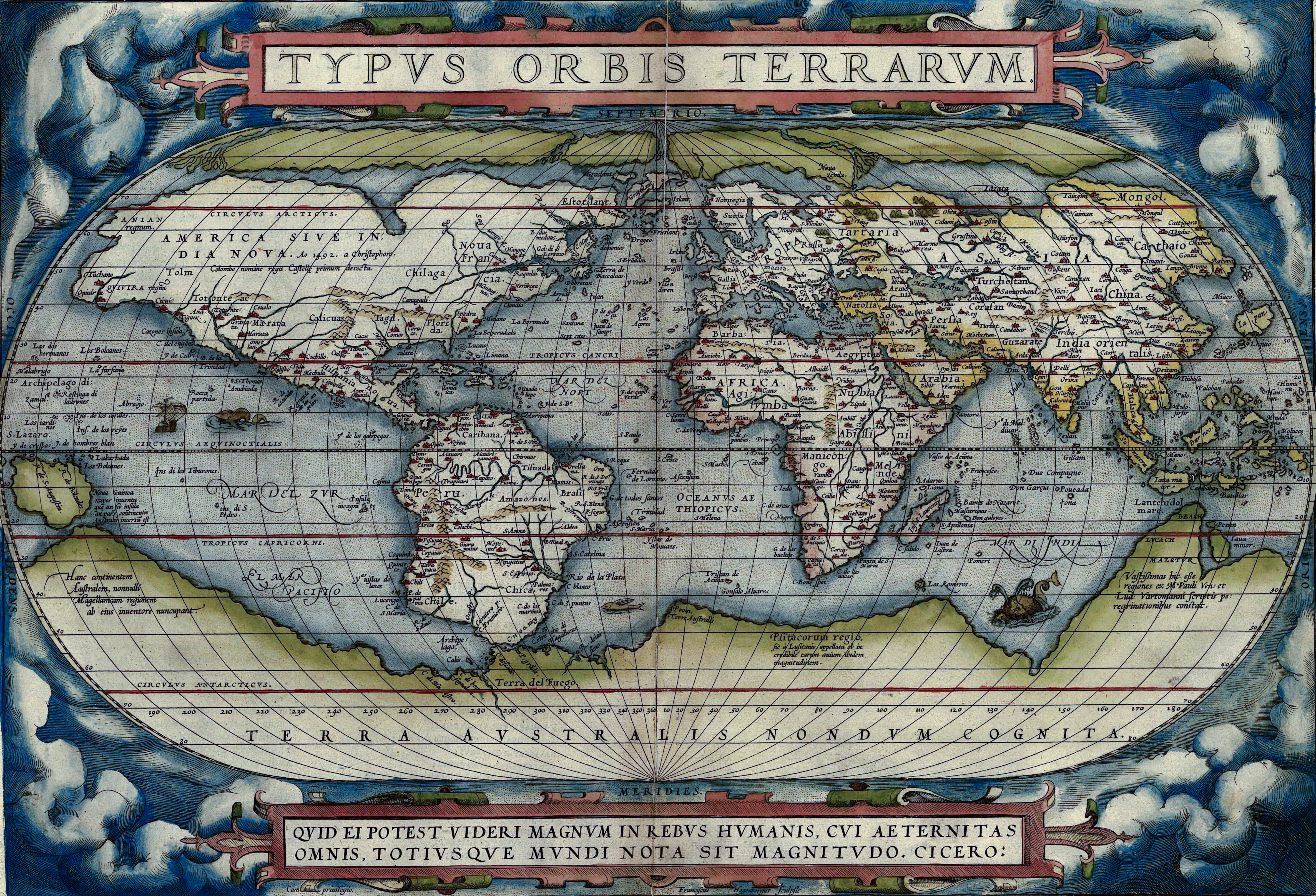
Mapamundi de Abraham Ortelius (1570), donde aparece la Terra Australis Incognita.

Durante varios años, los cartógrafos y exploradores europeos especularon con la existencia de la Terra Australis Incognita, un inmenso territorio ubicado más al sur del estrecho de Magallanes y la isla Grande de Tierra del Fuego que llegaba hasta el Polo Sur.
El Tratado de Tordesillas, firmado el 7 de junio de 1494, fijó las áreas de influencia de España y de Portugal, al oeste y al este, respectivamente, de una línea que iba de polo a polo que nunca fue demarcada (a los 46° 37′ O, en la interpretación clásica española, y más al occidente, según la interpretación portuguesa), por lo que las áreas antárticas reclamadas hoy por Chile, aún desconocidas en ese entonces, caían dentro de la zona de España. El tratado, avalado en 1506 por la bula pontificia Ea quae pro bono pacis, lo que lo hizo obligatorio para todos los países católicos, no fue reconocido por los estados europeos no católicos e incluso por algunos que sí lo eran, como Francia. Para Gran Bretaña, Holanda, Rusia y otros países, las áreas antárticas eran consideradas res nullius, es decir tierra de nadie sujeta a la ocupación de cualquier nación.
En 1534, el emperador Carlos V dividió parte del territorio sudamericano en tres gobernaciones: 
- Nueva Castilla para Francisco Pizarro,
- Nueva Toledo para Diego de Almagro y
- Nueva León o Tierras Magallánicas para Simón de Alcazaba y Sotomayor, la cual fue extendida posteriormente hasta el estrecho de Magallanes.

Gobernación de la Terra Australis (1539-1555), España.

En 1539, se creó una nueva gobernación hacia el sur de Nueva León llamada gobernación de la Terra Australis para Pedro Sánchez de la Hoz. En 1554, el conquistador Pedro de Valdivia, quien ya tenía a cargo la Gobernación de Chile, logró que el Consejo de Indias traspasara los derechos de Nueva León y de la Terra Australis a Jerónimo de Alderete, el cual, tras la muerte de Valdivia al año siguiente, asumió como gobernador y las anexó al territorio colonial chileno.
Prueba de esto son múltiples documentos históricos, entre los que se incluyen una Real Cédula de 1554:

habiéndosenos consultado particularmente nos ha parecido conceder como la presente concederemos al dicho Capitán Jerónimo de Alderete la Gobernación de la tierra que, como dicho es, está de la otra parte del dicho Estrecho de Magallanes.

Posteriormente, en 1558, la Real Cédula de Bruselas incitó al reino chileno a tomar posesión en nuestro nombre de las tierras y provincias que caen en la demarcación de la corona de Castilla, en referencia a las tierras al otro lado del Estrecho, pues en ese tiempo se pensaba que Tierra del Fuego era parte integrante de la Terra Australis.
Una de las obras más importantes de la literatura hispana, el poema épico La Araucana de Alonso de Ercilla (1569), es considerada también por Chile como favorable a su argumentación,[cita requerida] ya que se puede leer en la séptima estrofa de su Canto I:

Es Chile, Norte Sur, de gran longura

costa del nuevo mar, del Sur llamado

tendrá de Leste a Oeste, de angostura

cien millas, por lo más ancho tomado

bajo del Polo Antártico en altura

de veinte y siete grados prolongado

hasta do el mar Océano y Chileno

mezclan sus aguas por angosto seno.

Y en la cuarta estrofa de su Canto III:

Esta fue quien halló los apartados

 indios, de las Antárticas regiones.

Existen también crónicas y mapas, tanto de Chile como de Europa, que indican la pertenencia de la Terra Australis Antártica como parte de la Capitanía General de Chile.
El navegante español Gabriel de Castilla zarpó de Valparaíso en marzo de 1603 al mando de tres naves en una expedición encomendada por su primo hermano el virrey del Perú, Luis de Velasco y Castilla, para reprimir las incursiones de corsarios holandeses en los mares del sur, alcanzando los 64° de latitud sur. No se han hallado aún en archivos españoles los documentos que confirmen la latitud alcanzada y las tierras avistadas; sin embargo, el relato del marinero holandés Laurenz Claesz (en un testimonio sin fecha, pero probablemente posterior a 1607), documenta la latitud y la época. Claesz declaró que él:

ha navegado bajo el Almirante don Gabriel de Castilla con tres barcos a lo largo de las costas de Chile hacia Valparaiso, i desde allí hacia el estrecho, en el año de 1603; i estuvo en marzo en los 64 grados i allí tuvieron mucha nieve. En el siguiente mes de abril regresaron de nuevo a las costas de Chile.

Otro documento holandés, publicado en Ámsterdam en tres idiomas en 1622, afirma que a los 64° S hay tierra «muy alta y montañosa, cubierta de nieve, como el país de Noruega, toda blanca, que parecía extenderse hasta las islas Salomón», lo que evidentemente confirma un avistamiento previo a la publicación. Las tierras avistadas serían las islas Shetland del Sur.
Otros historiadores atribuyen el primer avistamiento de tierras antárticas al marino neerlandés Dirk Gerritsz, que habría encontrado las islas hoy denominadas Shetland del Sur. Según su relato, su nave fue desviada de curso por una tormenta después de trasponer el estrecho de Magallanes, en el viaje de ida de una expedición neerlandesa a las Indias orientales en 1599. Existen dudas sobre la veracidad del relato de Gerritsz.
En esta época ya existía la certeza de un continente blanco al sur del paso Drake, separado de la Tierra del Fuego. En 1772, el británico James Cook circunnavegó las aguas del océano Antártico.

#### Evolución de los límites del reino
La real cédula de 1563, dictada el 29 de agosto por el rey Felipe II separó la Gobernación del Tucumán de la gobernación de Chile y la traspasó a la Audiencia de Charcas, señalando que «[h]abemos acordado apartar la dicha gobernación de Tucumán, Juríes y Diaguitas de la dicha gobernación de Chile e incluirlas en el distrito de la dicha audiencia de Las Charcas». Con el nacimiento de la Audiencia de Buenos Aires en 1663, el territorio de Tucumán sería traspasado a su jurisdicción.

Comunidad de jurisdicciones de la gobernación del Plata y la gobernación de Chile entre 1570 y 1661 según Manuel Ravest Mora.

La real cédula de 1570 a favor del adelantado Juan Ortiz de Zárate modificó los límites meridionales de la gobernación del Río de la Plata y del Paraguay 200 leguas hacia el sur, desde el paralelo 36 sur hasta el 48 sur, es decir, una estrecha franja del litoral atlántico pasó a depender de aquella gobernación en la Patagonia atlántica. Se produjo además una superposición entre el grado 48°05' sur por el norte, el Estrecho por el sur; el Atlántico por el este y el Pacífico por el oeste con la gobernación de Chile, esto al no haber un acto explícito en la real cédula que modificara los límites de la Gobernación de Chile, y por el desconocimiento geográfico de la época.
Sin embargo, en 1661, el territorio es reintegrado a la jurisdicción del reino de Chile, tal como ya era parte desde la fundación del reino.
En 1573 el rey Felipe II disuelve la Real Audiencia de Concepción, restaurando al Rodrigo de Quiroga como gobernador de Chile mediante la Real Cédula de San Lorenzo el Real del 5 de agosto en esta cédula se habla sobre el territorio en los siguientes términos:

...tengáis la Gobernación y Capitanía general de las dichas provincias de Chile según e de la manera que lo tenían don García Hurtado de Mendoza y el adelantado Francisco de Villagra y los demás nuestros gobernadores que han sido de las dichas provincias [...] tenemos por bien de ampliar y extender la dicha Gobernación de Chile de como la tenía Pedro de Valdivia otras ciento setenta leguas, más o menos, que son desde los confines de la Gobernación que tenía dicho Pedro de Valdivia hasta el Estrecho de Magallanes

El territorio que estaba asignado a Villagra y que se heredó a Quiroga tuvo el estrecho de Magallanes "inclusive", con los territorios al sur de este también.
Cuando se estableció la Real Audiencia de Santiago de Chile en el 17 de febrero de 1609 la Real Cédula que dispuso su creación por parte del rey Felipe III incluyó como parte de su jurisdicción todo el territorio de las provincias de Chile. 
El 1 de noviembre de 1661 el rey Felipe IV publicó una Real Cédula que restauró los límites de Chile estipulando:

todo el Reino ya nombrado de Chile, con las ciudades, villas, lugares y territorios que están comprendidos en el gobierno de estas provincias, tanto las regiones que están hoy pacificadas y pobladas como los que pudieran conquistarse, poblarse y pacificarse en el interior y exterior del estrecho de Magallanes y en el territorio interior inclusive hasta la provincia de Cuyo.

En 1680 el rey Carlos II ordenaba promulgar la Recopilación de las Leyes de los Reinos de Indias, hecha para armonizar y ordenar las leyes de la Monarquía, en la cual en su Ley 12 reafirmaba que la Audiencia de Chile tuviese: 

[...] la que tenga por distrito todo el dicho Reyno de Chile, con las ciudades, villas, lugares y tierras que se incluyen en el gobierno de aquellas provincias, asi lo que ahora está pacifico y poblado, como lo que se redujere, poblare y pacificare dentro y fuera del estrecho de Magallanes y la tierra adentro hasta la provincia de Cuyo inclusive
Recopilación de Leyes de Indias, 1680

 La Patagonia oriental se consideraba así dentro del Reino de Chile.
La real cédula de 1680, afirma que no tienen ningún valor legal las leyes que sean diferentes o contrarias a las leyes de la recopilación, pero es la real cédula del 1 de noviembre de 1681 la que autoriza la publicación de la recopilación.
Los exploradores españoles apenas recorrieron los canales de Aysén y los que lo hicieron, intentaban encontrar infructuosamente el camino a la mítica Ciudad de Los Césares. 
La región de Trapananda (actual Aysén) fue incorporada a los dominios de Chiloé siendo el área geográfica localizada entre medio del archipiélago de Chiloé y el estrecho de Magallanes, objetivo final a fortificar para el imperio español. Estos dominios abarcaban hasta el cabo de Hornos.
Entre el año 1557 y 1679 se efectuaron doce expediciones religiosas para explorar la región.

Mapa aproximado de los corregimientos existentes hasta la cesión de Cuyo al Virreinato de la Plata.

En las cartas antiguas la región de la Patagonia, entre los paralelos 48° y 50° Sur, aparecía ocupada casi exclusivamente por una gran isla denominada «Campana» separada del continente por el «canal de la nación Calén», nación que se supuso existió hasta el siglo XVIII entre los paralelos 48° y 49° de latitud sur.
El año 1741 ocurre el naufragio del barco británico HMS Wager en la zona del archipiélago Guayaneco. Tras el suceso España aumentó su interés en la región, aumentando las expediciones al istmo de Ofqui y mandando misioneros franciscanos y jesuitas quienes trasladaron a canoeros.
Entre los años 1762 y 1767 además del 1798 el jesuita J. Vicuña visitó la región. Juan Levien recibió un título de propiedad entre los paralelos 43° y 48° de latitud sur tras su ayuda a José de Moraleda.
En 1749 el rey Fernando VI de España ordenó la construcción del fuerte San Fernando de Tenquehuén en la península de Taitao, posteriormente desmantelado. Previamente el almirante inglés George Anson había promocionado la creación de un asentamiento de su país en la isla Inche.
En 1792 se realiza una expedición al mando de Francisco de Clemente y Miró junto a Luis Lasqueti a la isla Inche del archipiélago de Chonos.

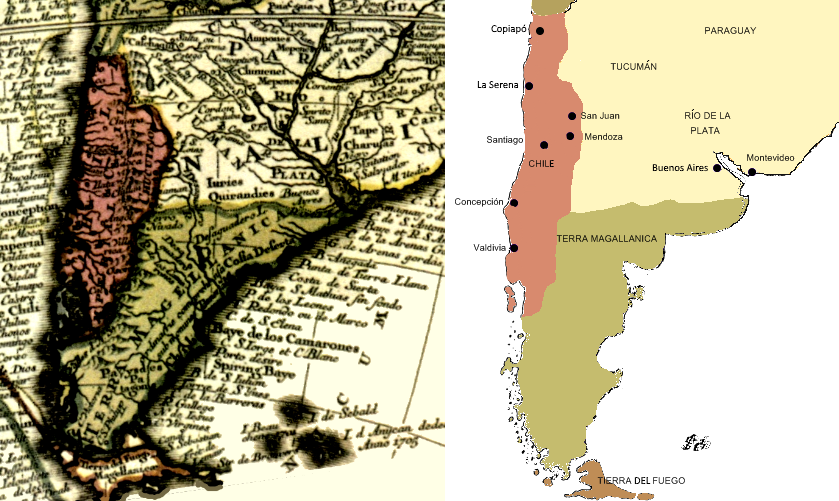
La Capitanía General de Chile en el siglo XVIII.

El Cono Sur antes de las guerras de independencia hispanoamericanas.

Plano General del Reyno de Chile en la América Meridional de Andrés Baleato, Cosmógrafo Director de la Escuela Náutica de Lima, hecho a petición del Virrey del Perú Francisco Gil de Taboada y Lemus, de 1793. El mapa muestra el límite entre Chile y Perú en el río Loa.

El 4 de julio de 1674, el Corregidor de Copiapó, don Francisco de Cisternas y de la Fuente Villalobos, uno de los más acaudalados terratenientes del norte de la Capitanía General de Chile, obtuvo por merced de tierras la encomienda de Paposo, ejerciéndose soberanía efectiva sobre el despoblado de Atacama.
En 1736 el intendente de Concepción, ordena a nombre del juez de tierras vacantes de la audiencia de Santiago a las justicias del partido del Maule, poner en posesión a un señor Jirón, de unos potrillos situados en la falda oriental de los Andes, fronterizos a la provincia de Talca.
En 1744 el Oficial Real de Santiago siguiendo órdenes del Consejo de Indias realizó una descripción del reino que detalló las Tierras Magallánicas o Chile Exterior dentro de su jurisdicción:

Se gradúa y cuenta todo este Reyno de Chile al presente desde el Cabo de Hornos que está en la altura de 56° hasta el Cerro de San Benito en la altura de 24° Sur á Norte “ en que está el despoblado que llaman del Perú [...] Incluye  toda  la  Pampa  hasta  el  Mar  del Norte rematando en la Bahía sin Fondo o junto al Río de los Leones a los 44° de latitud, y declinando de este paraje para el Estrecho de Magallanes hasta el Cabo de Hornos por la playa del mapa que incluye esta relación hasta los 56° de latitud en que esta comprende, según ella y la cuenta que se ha hecho (1390) mil trescientas noventa leguas de circunferencia por todo el Reyno, que son las demarcaciones más puntuales, señas y deslindes más seguros que hemos podido adquirir, por personas prácticas avecindadas y la fé en cuyo conocimiento están sus moradores por razón de deslinde de Reyno, Provincias y sus tierras con quienes se comparten
Oficial Real de Santiago, 1744

El límite descrito corresponde exactamente con la extensión de cien leguas de ancho este-oeste que fue dada a la gobernación de Nueva Extremadura y provincias de Chile en el siglo XVI. Con cálculos hechos con datos proporcionados por geógrafos y pilotos de la época de la conquista, da que la legua española es de más de 6 km actuales. Con el cálculo de las cien leguas desde el la costa del océano Pacífico da que aproximadamente el límite llega al meridiano 65 oeste, en el golfo de San Matías, actual puerto de San Antonio Oeste.
En 1748, un libro publicado tras una expedición solicitada por el rey a América detalla: 

Ocupa el dilatado Reino de Chile aquella parte de la América meridional que desde los extremos del Perú corre hacia el polo austral hasta el estrecho de Magallanes... haciendo división entre ambos reinos, según queda dicho en otra parte, el despoblado de Atacama...
Relación Histórica del viaje a la América Meridional hecho de orden de Su Majestad, 1748, Jorge Juan y Antonio de Ulloa

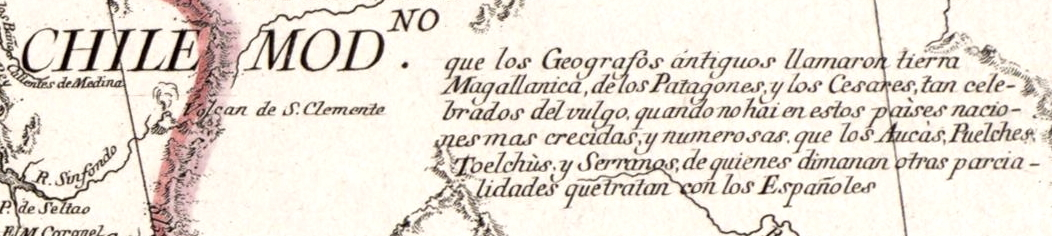
Extracto del mapa de Cano y Olmedilla de 1775, documento oficial del Imperio Español, el cual especifica que el nombre de "Chile Moderno" hace referencia a la Patagonia.

El 26 de abril de 1761, gobernador de Chile y próximo Virrey del Perú, Manuel de Amat y Juinent, envió al Consejo de Indias y la Corte un informe llamado Historia geográfica e hidrográfica del Reino de Chile en donde se incluía el Chile Moderno (Patagonia) con una descripción explícita de la costa atlántica como parte de su jurisdicción, así como también un plano de diez pliegos con todo el extremo sur del continente, inclusive el Estrecho de Magallanes, Tierra del Fuego y las islas Malvinas. Estos documentos fueron aprobados por el Consejo de Indias, existiendo una nota de agradecimiento del 16 de noviembre de 1761.

Bahía de San Matías; Cabo de Matas; Origen del río San Jorge, que corre en la parte Este de la Sierra Nevada; Cabo San Jorge, en la costa oriental; Cabo Blanco, en la costa oriental; Origen del Río Deseado que corre para el leste; Bahía Deseada; Cabo San Julián, en la costa oriental; Bahía San Julián; Embocadura del río Santa Cruz; Islas Sebaldas descubiertas por Sebaldo de Weert en 1699; Embocadura del río Gallegos; Bocas del Estrecho; puerto del Hambre; Bahía del Buen Suceso; Cabo de las Vírgenes; Cabo del Espíritu Santo; Cabo de San Sebastián; Bahía de la Posesión; Estrecho Le Maire; Tierra del Fuego; Cabo de Hornos.
Historia geográfica e hidrográfica del Reino de Chile, 1761

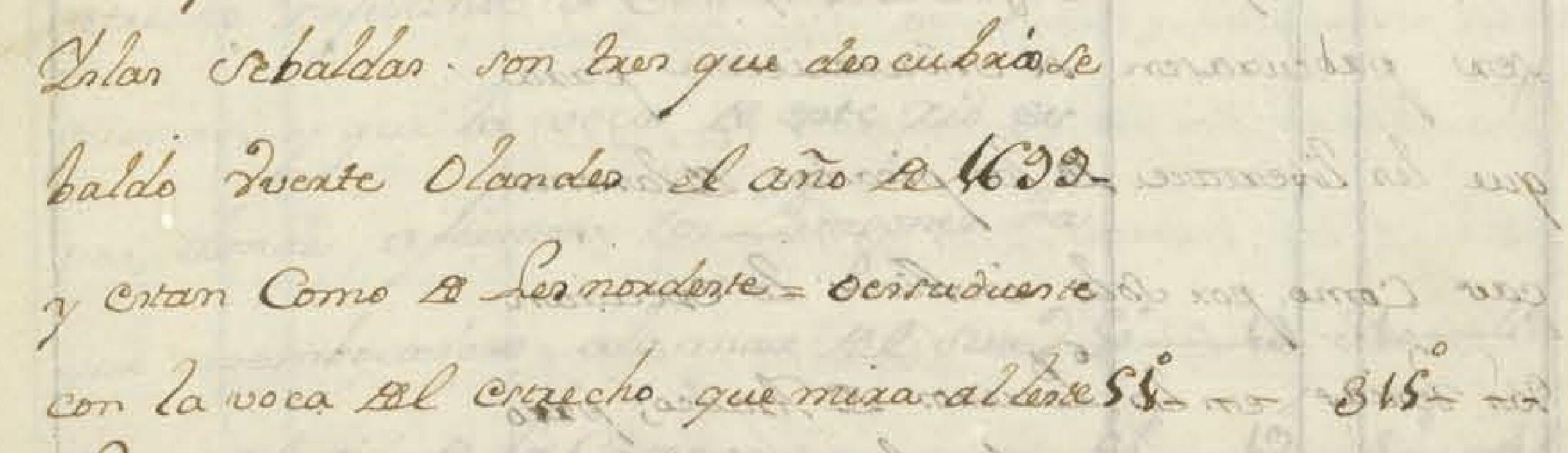
Las islas Sebaldas del océano Atlántico Sur fueron incluidas en el libro Historia geográfica e hidrográfica, con derrotero general correlativo al plan del Reino de Chile por el virrey del Perú Manuel de Amat y Junyent.

El 12 de junio de 1764, el gobernador de Chile Antonio de Guill y Gonzaga, emite un decreto referido a las misiones religiosas con la intención de que 

en los años en que se verificase entrada en tierra firme para el Estrecho de Magallanes y naciones que la habitan, con tal de no hacerse ninguna sin expresa licencia de aquel superior Gobierno
Real Cédula del 12 de febrero de 1761

El 2 de octubre de 1766 el rey Carlos III de España dictó una real cédula por la cual creó la gobernación de las Islas Malvinas como dependencia del gobernador y capitán general de Buenos Aires -en ese momento Francisco de Paula Bucarelli y Uruzúa- nombrando al capitán de navío Felipe Ruiz Puente como primer gobernador del territorio.
Dos días después, el 4 de octubre, cuando el rey manda a Ruiz Puente a las islas, declara: 

desde ahora declaro el Gobierno de las Malvinas dependiente de aquella Capitanía General sobre la correspondencia y Providencias ulteriores que convenga establecer.
Carlos III de España

 Desde ese momento de 1766 y no otro, las islas que España consideraba una posesión patagónica quedarían sometidas a Buenos Aires, dejando de depender de la Capitanía General de Chile como lo especificaba el documento Historia geográfica e hidrográfica, con derrotero general correlativo al plan del Reino de Chile de 1761 mandado a hacer por el virrey del Perú Manuel de Amat y Junyent. El 29 de septiembre del año siguiente, el Rey remitió al Gobernador de Chile, Antonio de Guill y Gonzaga, las noticias sobre las islas que se hicieran llegar a Ruiz Puente.
En 1768 el capitán general Ambrosio O'Higgins, elevó una carta dirigida al Consejo de Indias solicitando con urgencia que se le autorizase el poder fundar asentamientos en la costa patagónica atlántica para poder tomar posesión de la zona y evitar que naciones extranjeras como Gran Bretaña se adelantasen, textualmente "atendiendo a la defensa interior del Reino".
El año siguiente la carta fue presentada en una reunión extraordinaria del Consejo de Indias en Madrid en la que el fiscal general expresó: 

Don Ambrosio O'Higgins remite una presentación, su fecha en Santiago de Chile a 7 de julio de 1769, acompañada de unos apuntamientos sobre el estado actual de aquel Reino, misiones y poblaciones de la frontera, con reflexiones sobre la posibilidad y precisión de extenderlas tanto por la Costa Oriental y Occidental del Cabo de Hornos y Tierras Magallánicas, como también por las Pampas de Buenos Aires
Consejo de Indias, 1769

 Además Ambrosio O'Higgins buscó la incorporación de los indios pampas, presentes en la Patagonia Oriental quienes participaron en los parlamentos celebrados entre 1771 y 1793 y convocados por Ambrosio y otros posteriores como el parlamento de Negrete de 1803 celebrado con los "Indios de Chile" y que reafirma la prohibición de incursiones sobre la Pampa al sur de Buenos Aires, donde habitaban estas tribus indígenas mencionadas.

Territorio legalmente perteneciente (con o sin control efectivo) a la Capitanía General o Reino de Chile en el año 1775 de acuerdo con la historiografía chilena.

Durante el período hispánico hubo numerosas expediciones a las tierras Magallánicas como parte de la jurisdicción chilena, atravesando las cordilleras de Valdivia y Chiloé buscando el sometimiento y evangelización de los indígenas puelches, poyas y tehuelches de la Patagonia Oriental y la búsqueda la mítica Ciudad de los Césares. Gracias a los misioneros Mascardi, Van der Meeren (Lagunas), Zúñiga, Guglielmo y Elguea se descubrió el lago de Todos los Santos, el paso Vuriloche y el Lago Nahuelhuapi, donde hubo un templo católico. La Capitanía General de Chile continuó enviando expediciones a la zona, incluso después de la muerte de Mascardi en la zona del río Deseado.
Las reales cédulas hablaron de la administración de la provincia de Nahuelhuapi por parte del reino de Chile.

confirmar la misión nombrada Nuestra Señora de la Asunción de indios puelches y poyas en la provincia de Nahuelhuapi del reino de Chile
Real cédula del 23 de febrero de 1713

Los proyectos de segregación de Cuyo fueron combatidos por el Cabildo de Santiago desde al menos 1765. En 1775 se envió al rey un memorial redactado por Manuel de Salas en el que se declaraba indisoluble las entidades de Chile y Cuyo y que de prosperar la inclusión de la Provincia de Cuyo al Virreinato del Río de la Plata se le pedía que se incorpore también a él todo el Reino de Chile. Tras la real cédula del 27 de octubre de 1777, se declara constituido el Virreinato del Río de la Plata y bajo su jurisdicción:

[...] los territorios de las ciudades de Mendoza y San Juan que estaban a cargo de la gobernación de Chile.

El límite sur de los territorios transferidos al naciente virreinato es el río Diamante, acorde con al acta de fundación de la ciudad de 
Mendoza y con el mapa de Juan de la Cruz Cano y Olmedilla de 1775, el cual fue usado por el rey para crear el nuevo virreinato. En el mapa se explicita el término "Chile Moderno" en la Patagonia, además de apreciarse el nombre "Reino de Chile" inclusive en la parte oriental de los Andes. La Comarca Desierta de la Patagonia o Chile Moderno limitaba con los dominios de Buenos Aires en el cabo Corrientes, un poco más al norte de la actual ciudad de Mar del Plata. El 7 de abril de 1776 mediante una real orden el rey dispone que se le de a Cano y Olmedilla una gratificación en dinero "en atención a la diligencia y acierto con que ha compuesto y grabado el Mapa de América
Meridional"

Carta esférica de las costas de la America Meridional hecha por Juan de Lángara en 1798 incluyendo las costas patagónicas y los asentamientos en esta además del nombre reyno de Chile.

Las recomendaciones de Ambrosio O'Higgins sobre la fundación de establecimientos en la Patagonia atlántica fueron escuchadas y puestas en práctica por el rey Carlos III de España quien encargó a los virreyes de Buenos Aires, a partir de 1778, la fundación estos en dichas costas, disponiendo que los mismos dependieran accidentalmente del virreinato por temas de proximidad, sin que esto alterara la jurisdicción política del litoral patagónico atlántico explicitándolo como parte del reino de Chile en la cédula real del 8 de junio de 1778

Con el fin de que los ingleses [...] no piensen establecerse en la bahía San Julián o sobre la misma costa para la pesca de ballenas en aquellos mares [...] ha resuelto S. M. que se den órdenes reservadas y bien precisas al Virrey de Buenos Aires y también al intendente de la Real Hacienda que [...] con toda prontitud disponga hacer un formal establecimiento y población en dicha bahía San Julián. [...] Son dos los parajes principales a que debemos dirigir la atención para ocuparnos desde luego con algunos establecimientos que sucesivamente se vayan perfeccionando y que sirvan de escalas para otros; el primero es la Bahía Sin Fondo o Punta de San Matías en la que desagua el Río Negro que se interna por cerca de trescientas leguas del Reino de Chile, y esta circunstancia hace más precisa su ocupación y que se erija allí un fuerte provisional. [...] que el comisionado de Bahía Sin Fondo haga practicar los más exactos reconocimientos del país inmediato, procurando sacar de ellos todo el provecho posible para la solidez y aumento de aquel establecimiento extendiendo sus exploraciones a los terrenos internos, procurará dirigirlos por mar como a primer objeto, hacia la boca del Río Colorado o de las Barrancas, que se interna también hacia el Reino de Chile, y se halla situado como a veinte leguas al Norte del Río Negro que forma el puerto de la Bahía Sin Fondo.
Real Cédula, 8 de junio de 1778

Con el objetivo de no alterar esta jurisdicción el soberano creó un nuevo empleo para quienes dirigiesen los nuevos asentamientos, el de comisario-superintendente, reservándose para sí mismo la facultad de nombrarlos y no a los virreyes.
El misionero franciscano Fray Francisco Menéndez, en 1783 explora la cordillera de la provincia de Chiloé, y a partir de 1791 realizó viajes de a la provincia del Nahuelhuapi, perteneciente a la jurisdicción de Chile, continuando con las misiones iniciadas por los jesuitas en el siglo anterior.
Durante el siglo XVIII desde la Capitanía General de Chile se buscó implementar una política de integración territorial austral para conectar Santiago al estrecho de Magallanes. Existió concordancia en el proyecto del «camino al Estrecho» y la política de fundación de villas en el sur, además de la construcción de caminos para la vertebración del reino (Santiago-Concepción, Concepción-Valdivia, Castro-Ancud, Castro-Nahuelhuapi, Chiloé-Valdivia).
A solicitud del virrey del Perú Manuel Amat y Juniet, el rey Carlos III de España emitió una real orden el 20 de agosto de 1767 mediante la cual transfirió el gobierno de Chiloé a la jurisdicción directa del virrey del Perú de manera provisional con el fin de que pudiera facilitarse la construcción de defensas. El 28 de marzo de 1768 el virrey nombró al capitán de dragones Carlos de Beranger como gobernador militar en reemplazo de Manuel Fernández de Castelblanco. En la misma provisión separó provisoriamente a Chiloé de la jurisdicción del capitán general de Chile y de la Real Audiencia de Santiago:

(...) separar, al ménos por ahora, i con dependencia de la aprobacion de S. M., la jurisdiccion temporal de aquella isla i sus adyacencias de la capitania jeneral de Chile i real audiencia de Santiago; i sujetarlas a éstas de donde con mas prontitud i facilidad se pueden ministrar auxilios militares i politicos por medio de la frecuente navegacion, como que de esta capital dimanan i han dimanado los recursos del situado i sinodo (...) Como virrei i capitan jeneral de los reinos del Perú i Chile, mando en nombre de S. M. que la espresada provincia, sus castillos, islas, plazas i fortalezas, por ahora i miéntras duraren las operaciones que se van a emprender para su fortificacion, mejor servicio del rei i beneficio de dichos naturales, queden sujetas a esta capitania jeneral i en lo politico a esta real audiencia, adonde podren interponer los recursos que permiten las leyes.

Carlos III aprobó la provisión del virrey mediante la real orden del 15 de octubre de 1768, permaneciendo Chiloé bajo jurisdicción del obispado de Concepción.
El 1 de octubre de 1788 el rey expidió otra real orden retrotrayendo Chiloé a la dependencia de la gobernación de Chile, pero la orden nunca fue cumplida por el virrey del Perú, lo cual estaba entre sus atribuciones ya que toda orden real no podía ejecutarse hasta recibir el cúmplase del virrey.
Por real título de 19 de mayo de 1784 Chiloé fue transformada en intendencia y Francisco Hurtado designado como gobernador intendente. Sin embargo, debido a diversos problemas durante la administración de Hurtado, en 1789 el rey revirtió Chiloé a su estatus de gobierno político y militar, aboliendo de esta forma la intendencia.
Sin embargo, en todos los mapas oficiales de la corona siguieron mostrando a Chiloé y su distrito dentro de Chile. La intendencia dependía en lo religioso del obispado de Concepción, mientras que en lo militar debía conmensurar sus decisiones con el comandante de Fronteras de Chile. Hurtado describe los límites de la nueva entidad administrativa:

[...] al Norte es el Río Bueno, al sur el Cabo de Hornos, al Este la Cordillera de los Andes y toda la Tierra Firme e islas comprendidas entre estos tres rumbos, contiguas a la costa.

En 1787 son creadas la Intendencia de Santiago y la Intendencia de Concepción. La primera tenía como frontera jurídica norte el desierto de Atacama; la segunda se extendía hasta el Biobío, más algunos territorios próximos, pero de su margen izquierda. Según lo comunicado por el brigadier español Ambrosio de Benavides Medina —designado por el rey Carlos III de España como gobernador del Reino de Chile— y el regente Tomas Antonio Álvarez de Acevedo y Robles:

[...] la capitanía jeneral de Chile se dividiese en solo dos intendencias, la de Santiago que se estenderia desde los confines australes del virreinato del Perú hasta las orillas del río Maule; i la de Concepción que comenzaría en este río para terminar en los últimos fuertes de la frontera araucana.

En 1793, el gobernador O'Higgins, celebró en el parlamento de Negrete en donde se buscó parlamentar con tribus indígenas de ambos lados de la cordillera de los Andes, incluyendo las pampas patagónicas al considerarlos parte del reino. Ambrosio planteó construir un camino entre la zona sur del Chile antiguo y Buenos Aires con el objetivo de promover el comercio entre estos dominios y así además poder incorporar en mayor medida a los indígenas pampas.
la 3.ª fundación de Osorno, autorizada a Ambrosio O'Higgins por Real Orden del 7 de diciembre de 1793, redujo parcialmente el Gobierno de Chiloé en beneficio de la Intendencia de Concepción. Sus límites territoriales, según el propio O'Higgins, eran:

[...] por el sur el río Maypue, en que termina la provincia de Chiloé, por el norte el río de Pilmaiquén, por el oeste la costa entre Río Bueno y Maypué, y por el este la gran cordillera.

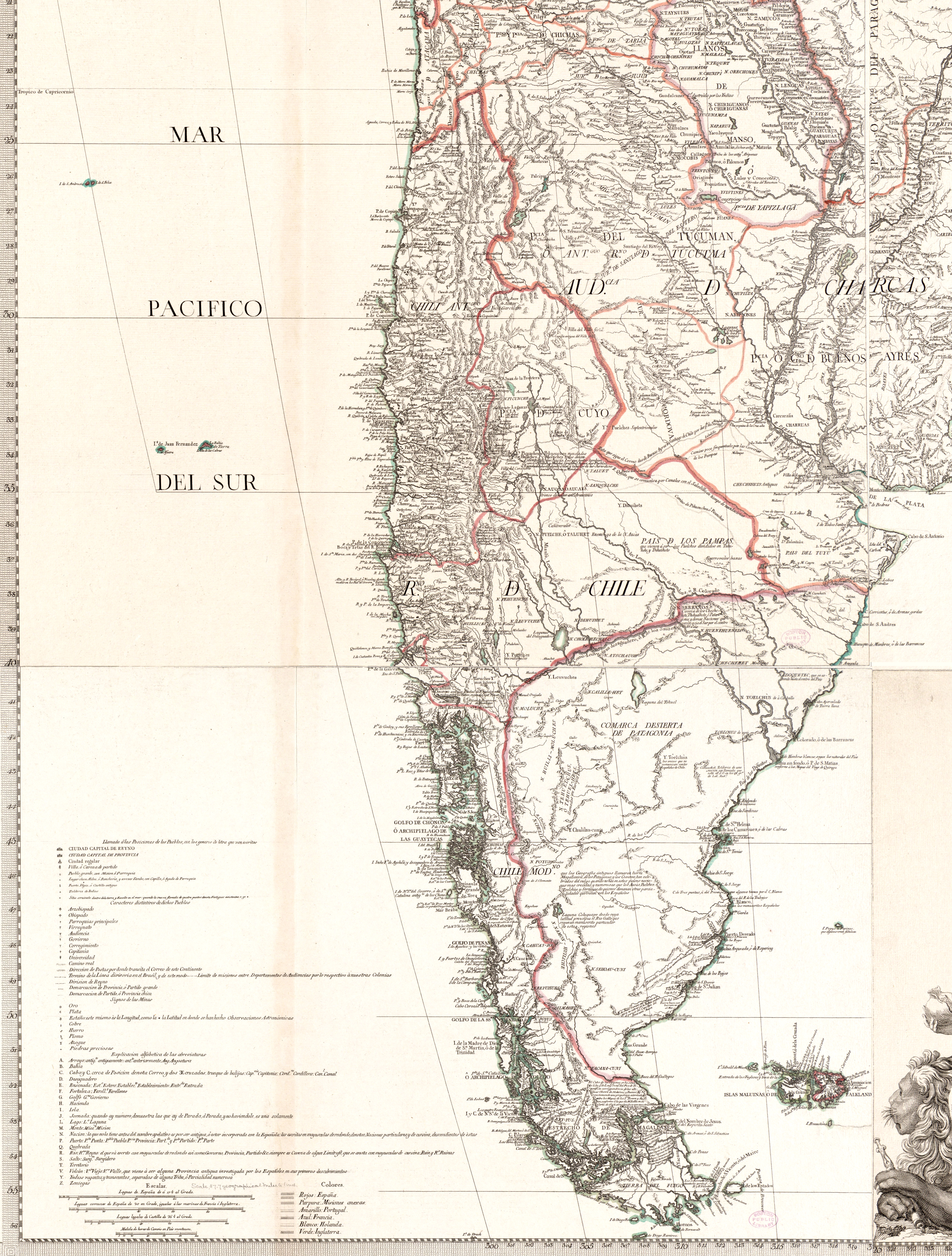
Reino de Chile según Juan de la Cruz Cano y Olmedilla, 1775. La zona del reino que ya estaba asentada en ese año sale denominada como "Chile Antiguo" y las por asentar donde se incluye la totalidad de la Patagonia se le denominó "Chile Moderno".

El 23 de febrero de 1802, por Real Orden, se dispuso el reparto de ejemplares del mapa de Cano y Olmedilla en los ministerios y el consejo de indias. Este mapa muestra la Patagonia dentro del Reino de Chile, anotando allí: "Chile Moderno que los geógrafos antiguos llamaron Tierra Magallánica, de los Patagones y los Césares, tan celebrada del vulgo cuanto no hay en estos países naciones más crecidas y numerosas que los Aucas, Puelches, Toelches y Serranos de quienes dimanan otras parcialidades que tratan con los españoles". El gobierno de Madrid en 1802, autorizó la venta al público del mapa.
El 20 de diciembre de 1783 se celebró el parlamento en Lonquilmo, presidido por Ambrosio O'Higgins en representación de Ambrosio de Benavides Medina. En este se incorporan al cuatro butalmapu los indígenas del oriente de los Andes, consiguiendo su lealtad al monarca y la vigilancia de las tierras magallánicas a través de los capitanes generales de Chile y del comandante general del ejército de la frontera araucana. El acuerdo relata: 

5.° Que sean en adelante también comprendidos en este mismo butalmapu los puelches y indios pampas que poseen los países de la parte septentrional del reino desde Malalguí y fronteras de Mendoza hasta el Mamilmapu situado en las pampas de Buenos Aires, los que formando un cuerpo y parcialidad con nuestros puelches y pehuenches de Maulé, Chillán y Antuco serán intimados a nombre del Rey Nuestro Señor a someterse en común con los demás indios a los actuales términos de la paz general, asegurados de la protección real siempre que desistan de las perniciosas correrías y hostilidades ejecutadas continuamente con los españoles de la jurisdicción de Buenos Aires (...) 18.° Que han de confesar y reconocer por su Rey y Señor Natural a nuestro católico monarca Carlos III, que Dios guarde; que han de ser fieles y obedecer sin faltar jamás en cosa alguna a las órdenes que de parte de S. M. les fueren comunicadas por los señores capitanes generales y comandante general de la frontera... Asimismo se les encarga de parte de S. M. a los caciques fieles de los expresados butalmapu y a los indios de clase común, si hay en la actualidad hacia las Tierras Magallánicas alguna colonia o establecimiento de gente extraña y que den cuenta de lo que supieren para la
inteligencia de la capitanía general de Chile

 El convenio dado a conocer al rey, quien lo aprueba mediante la real orden de 16 de noviembre de 1784. Se realizaron más parlamentos de aquel tipo por orden del gobernador Luis Muñoz de Guzmán hasta 1803.
En el Archivo General de Indias es conservado un manuscrito del primer delineador del Depósito Hidrográfico de la Corona de España, el teniente de navío Andrés Baleato. Creado por una real cédula, termina con tres notas, en la segunda de las cuales enuncia:

En la costa setentrional del Estrecho de Magallanes está el Morro de Santa Águeda o Cabo Froward, desde el cual corre hacia Norte la Cordillera de los Andes y divide a la tierra patagónica en oriental y occidental. La oriental siempre se consideró del Virreinato de Buenos Aires hasta el Estrecho de Magallanes, sin embargo de no tener más establecimientos que hasta el Río Negro y la Guardia de la Bahía de San José. La Patagonia occidental pertenecía al Reino de Chile hasta el mismo Estrecho de Magallanes, no obstante que las conversiones de indios no pasaban de lo más Sud del Archipiélago de Chiloé con algunas entradas que hacían los misioneros en el Archipiélago de Guaytecas o de Chonos. La tierra del Fuego no tuvo establecimientos ni conversiones pertenecientes a Buenos Aires ni a Chile y su separación del continente por el Estrecho de Magallanes hacía imaginaria su pertenencia.
Andrés Baleato, Descripción geográfica del Virreinato del Río de la Plata (1803).

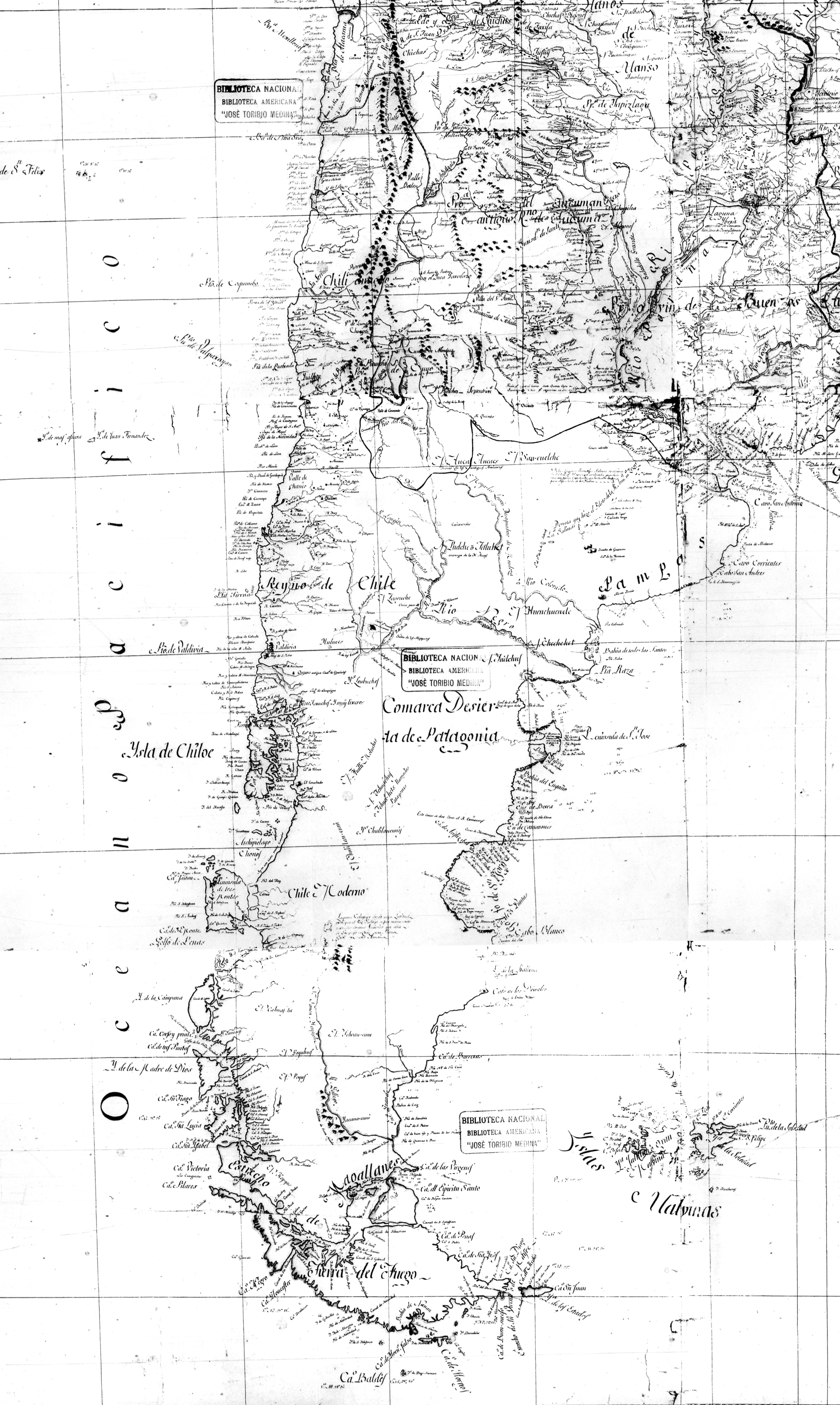
Reino de Chile en el mapa de Agustín Ibáñez y Bojons de 1800, se aprecia una frontera similar a la del mapa de Olmedilla de 1775 en la costa atlántica, cerca del paralelo 36° sur.

En 1800 el teniente coronel del ejército español y capitán primero del cuerpo de Ingenieros, Agustín Ibáñez y Bojons realiza un mapa de la América del Sur en el cual muestra límites similares al mapa de Cano y Olmedilla de 1775, con la diferencia que el límite atlántico del reino de Chile se acerca al paralelo 36° sur en vez del 38° sur, además en su descripción reproducida en el libro Monumenta Chartographica Indiana de 1942, realizado por Julio Guillén Tato para el Ministerio de Asuntos Exteriores de España, se menciona que contiene los "límites del Virreinato de Buenos Aires", además que en el mapa mismo se indica "Fronteras de Buenos Ayres":

Al SE cartela circular con explicación, clave y notas. [...] segun se conbino para el mejor desempeño de los reconocimientos de mar y Tierra que practicó el constructor del mapa en el año de 1800 de Orden de la Superioridad. Es Copia. Contiene los límites del Virreinato de Buenos Aires, de donde seguramente procede, y leyenda en un lugar sobre los de España y Portugal, como ésta: Desde el Puerto de Maldonado hasta el Rio Grande de San Pedro fué levantado por los Geografos de la demarcacion de Límites entre las dos Coronas de España y Portugal que dio principio en el Arroyo de Chuy el Año 1780. Comprende desde el Ecuador hasta los 57°S desde los 23°30E a 24°30W de Buenos Aires. En la misma Real Sociedad Geográfica de Madrid existía otro mapa que, aunque sin tanta finura de lavado, era seguramente el original; estaba firmado por Ibañez y era idéntico en tamaño y en todo. También poseía esta Real Sociedad el mapa de Millau, de la América del Sur (17..), citado por Fernández Duro Disquisiciones Nair. y que sirvió, en gran parte, a Cruz Cano para formar el suyo que hemos descrito más arriba.

El mapa fue enviado al Secretario de Estado José de Urruña por Martínez de Cáceres en 1802 y el propio Ibáñez lo envió en 1804 al Gobierno español con un plan de operaciones para recuperar algunos territorios ocupados por los portugueses.
Por encargo del intendente de Concepción, el alcalde provincial don Luis de la Cruz emprendió en 1806 la exploración del camino de los chilenos hacía el Atlántico. El intendente lo autorizó diciendo "cómo se podrá extender hasta nuestros establecimientos de la costa de Patagonia". Cruz fue acompañado por un grupo de oficiales del ejército real de Chile y a poca distancia de Buenos Aires, le dijo al cacique aucae Curripilún: "Vosotros fuistéis siempre pobres hasta que llegaron los españoles a estos desiertos chilenos a procrear caballos, vacas y ovejas para vuestro sustento". Y en un memorial presentado al Tribunal del Consulado de Santiago en 1807, el explorador dijo: "Encontrará el Consulado que por él se une a este reino con el de Buenos Aires, quedando a nuestro favor tanto número de tierras cuantas puede gozar el reino de Chile en toda su extensión. Encontrará V.S. calidades de terrenos primorosos para extender nuestras haciendas de ganados, y que nuestro comercio se extiende hasta Europa. Encontrará arbitrios seguros para defendernos por las costas patogénicas de nuestros amigos (los indios) para la defensa, sin multiplicar gastos al erario y mediante ellos extender nuestros descubrimientos y conquistas a los lugares más remotos".

## Historia del límite con Argentina

### Patagonia y derechos heredados

Límites del uti possidetis iuris según la historiografía chilena.
Territorio bajo control efectivo (Chile Antiguo).
Territorio de Chiloé, incorporado a la República de Chile en 1826.
Territorio reclamado o disputado, sin control efectivo (Chile Moderno).

Límites de Chile con la creación de virreinato de la Plata en 1776, heredados por la República de Chile por el principio de uti possidetis según la historiografía chilena.

Después de independizarse, los gobiernos de Chile y Argentina entendieron como su frontera como la heredada de la época hispánica, concepto que es conocido como uti possidetis iuris. Según la historiografía chilena, los límites del país heredados corresponden a, por el norte, el río Loa, por el este la cordillera de los Andes hasta llegar al río Diamante, para luego ir al río Quinto y de ahí seguir hacia el océano Atlántico siguiendo el límite especificado en el mapa de Juan de la Cruz Cano y Olmedilla de 1775. Por el sur el polo sur, abarcando el territorio antártico cercano al continente sudamericano al haber heredado Chile los dominios de la gobernación de la Terra Australis, abarcando así la totalidad de la Patagonia, también llamada como "Chile Moderno" haciendo referencia a los dominios chilenos aún no poblados en contraste con el Chile Poblado demonimado "Chile Antiguo". Además el territorio incluyó toda la Tierra del Fuego y las Islas Sebaldes. Por el oeste el océano Pacífico con las islas de Rapa Nui (sin poseción efectiva pero con derechos desde 1770), Desventuradas, Salas y Gómez y el archipiélago Juan Fernández.

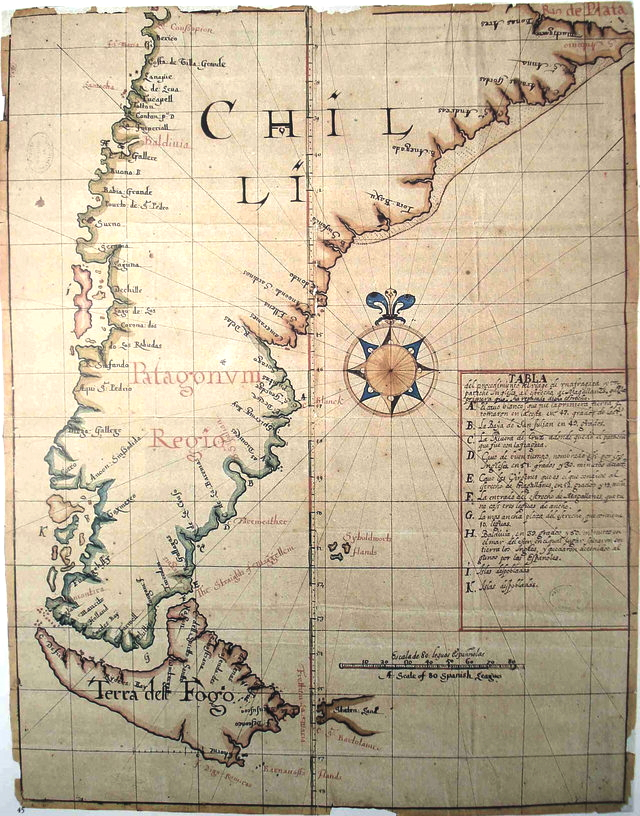
Mapa de 1671.
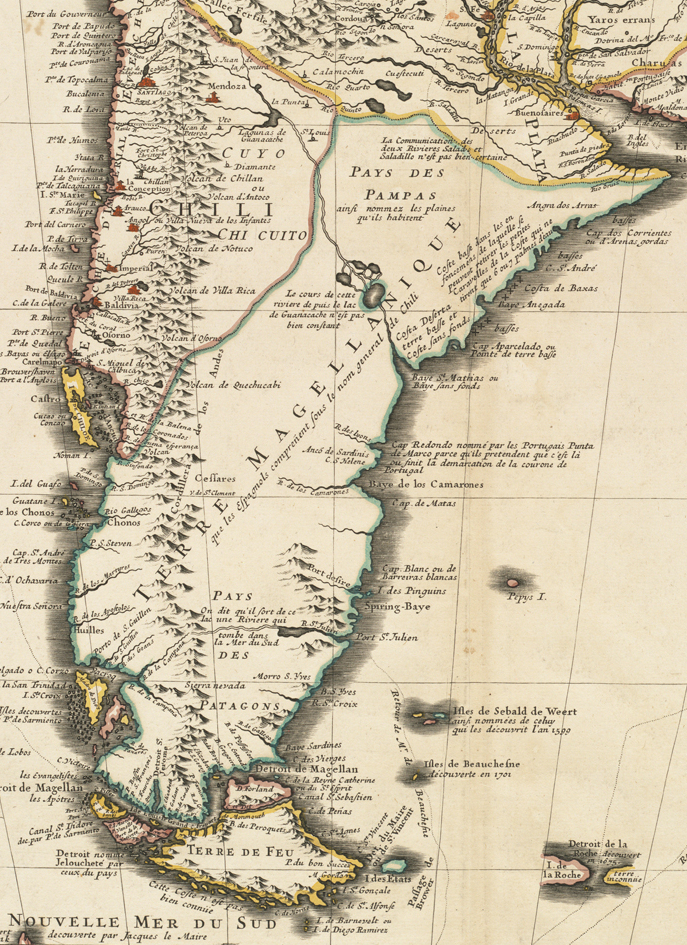
Mapa del francés Guillaume de L'Isle de 1703 mencionando a la "Terra Magellánica" con el subtítulo "que los españoles comprenden con el nombre general de Chile"
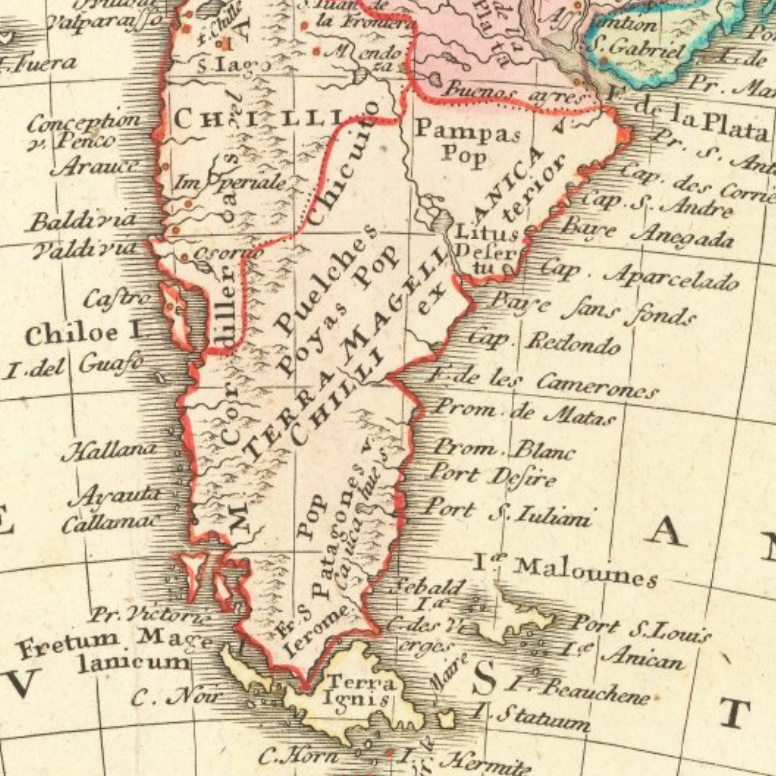
Mapa de Homann Heirs y Johann Matthaus Haas de 1746, se menciona a la Terra Magallánica como "Chile Exterior".
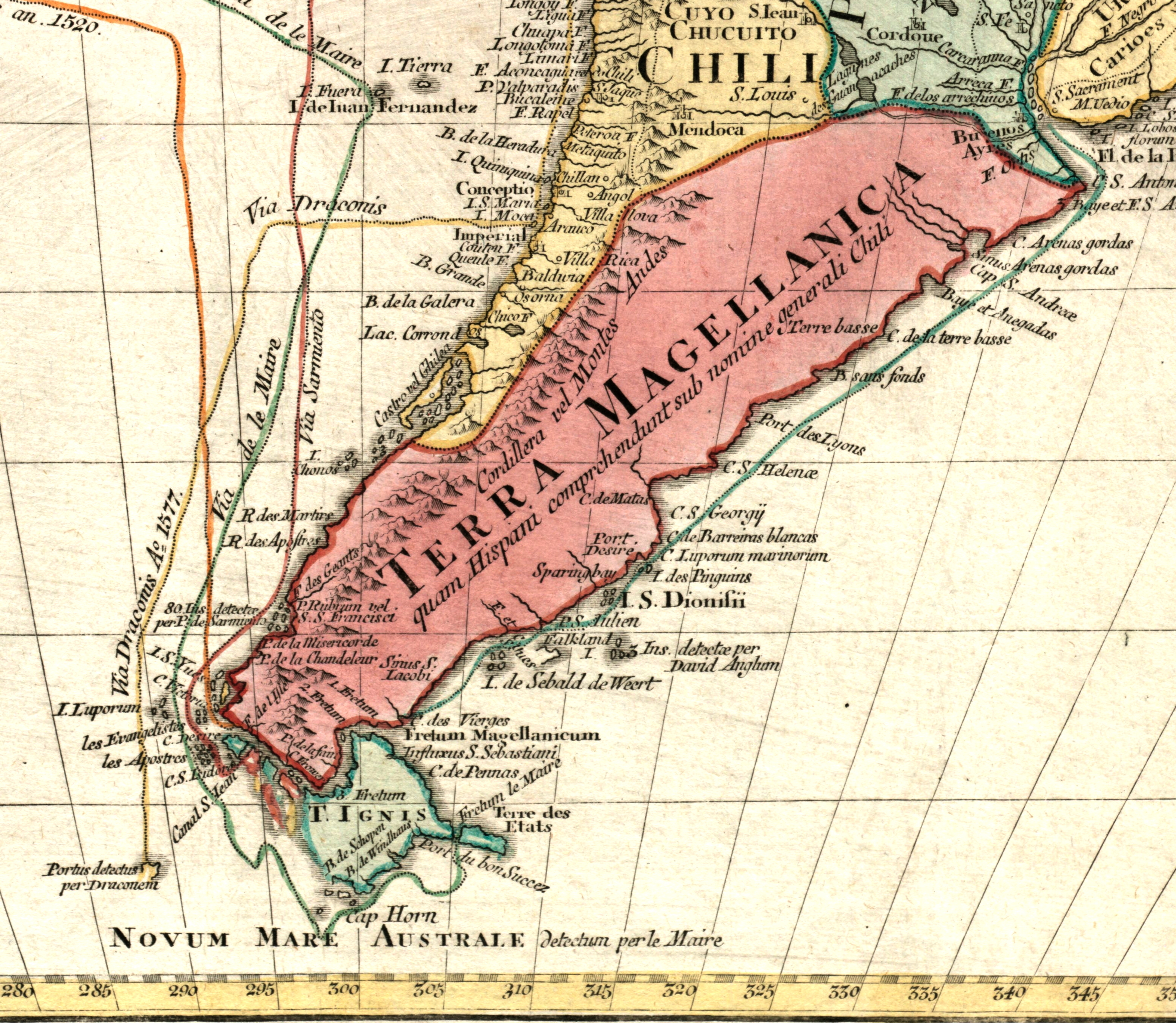
Mapa de 1772 en latín con el mismo subtítulo que mapas anteriores.
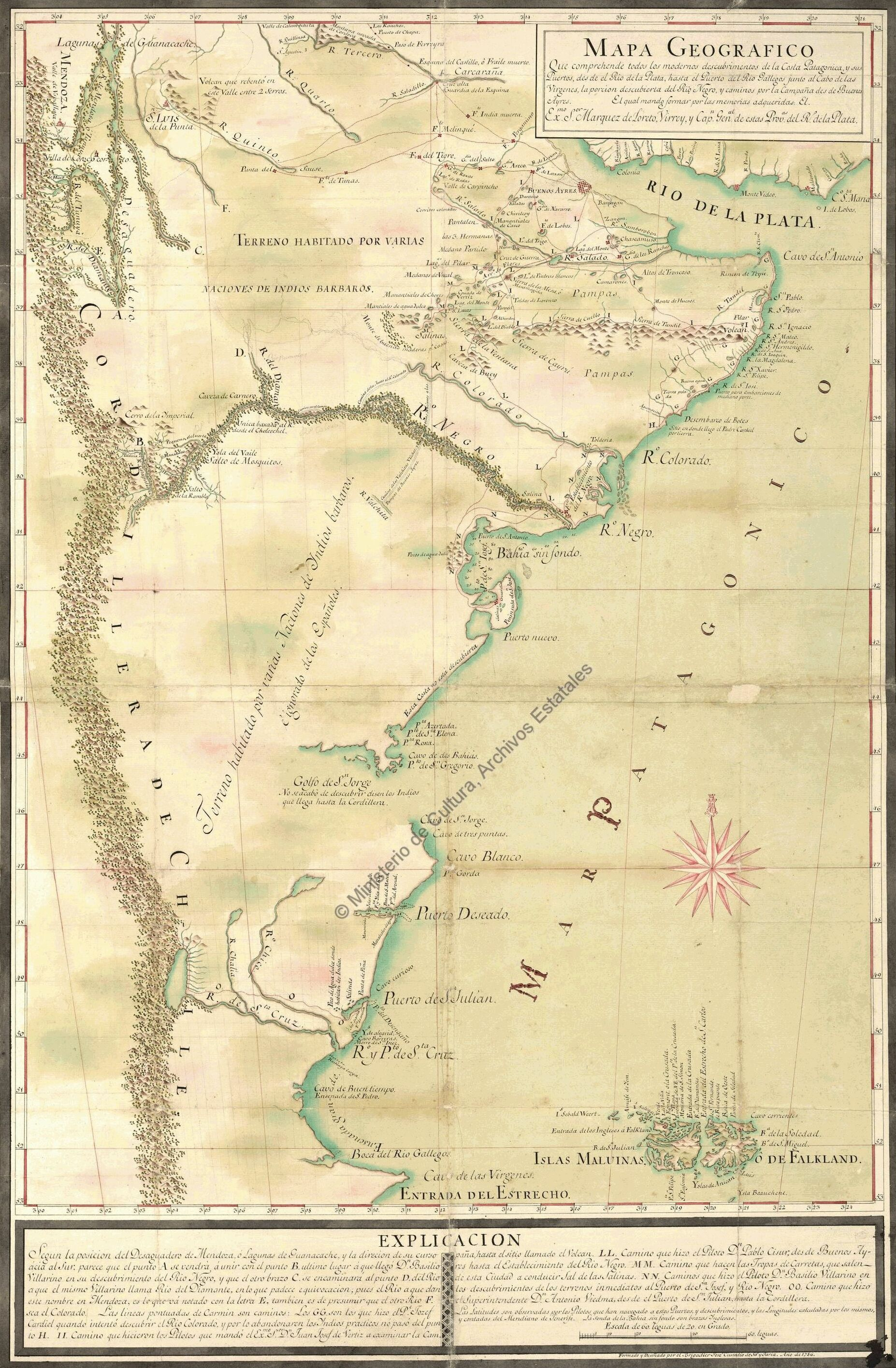
Mapa de las costas patagónicas del marqués de Loreto Nicolás del Campo de 1786 en donde se menciona a la cordillera de los Andes como cordillera de Chile.
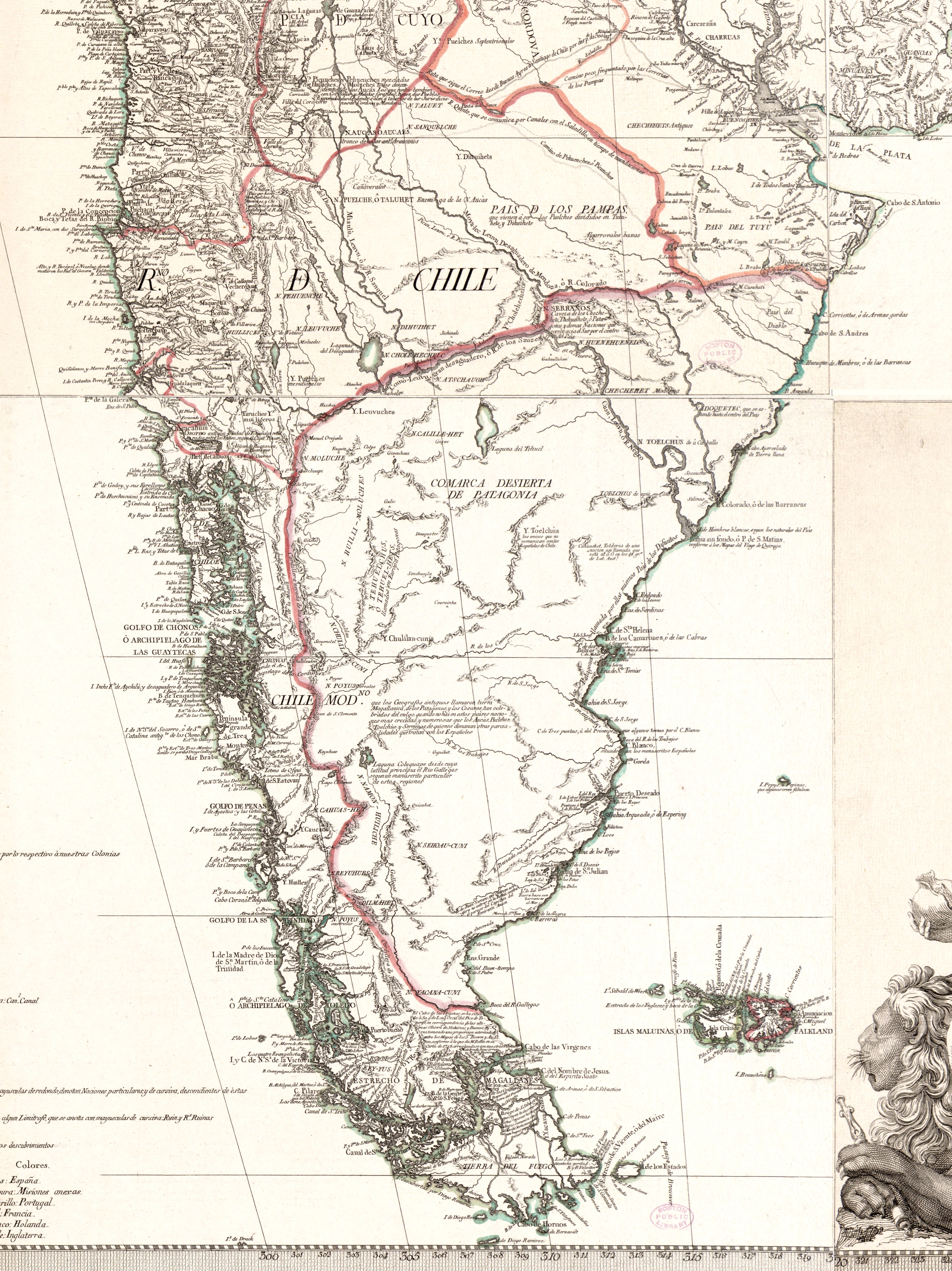
Mapa del cartógrafo oficial del rey de España Juan de la Cruz Cano y Olmedilla, 1775, aparece el texto "Chile Moderno" al interior de la Patagonia para diferenciarlo del "Chile Antiguo" (territorio del reino de Chile ya poblado).
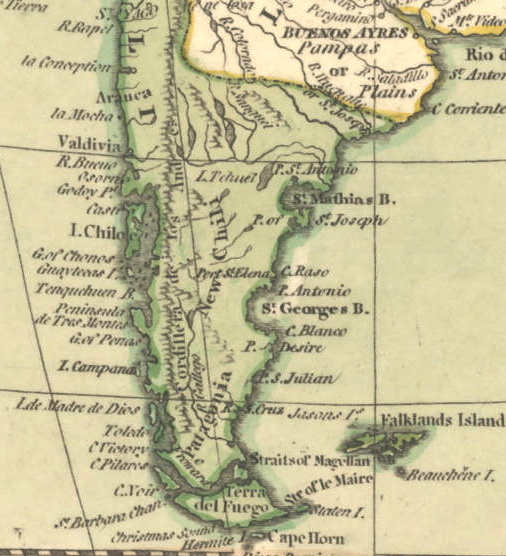
Mapa británico que nombra a la Patagonia como "New Chili" y la asigna dentro de la jurisdicción de Chile.
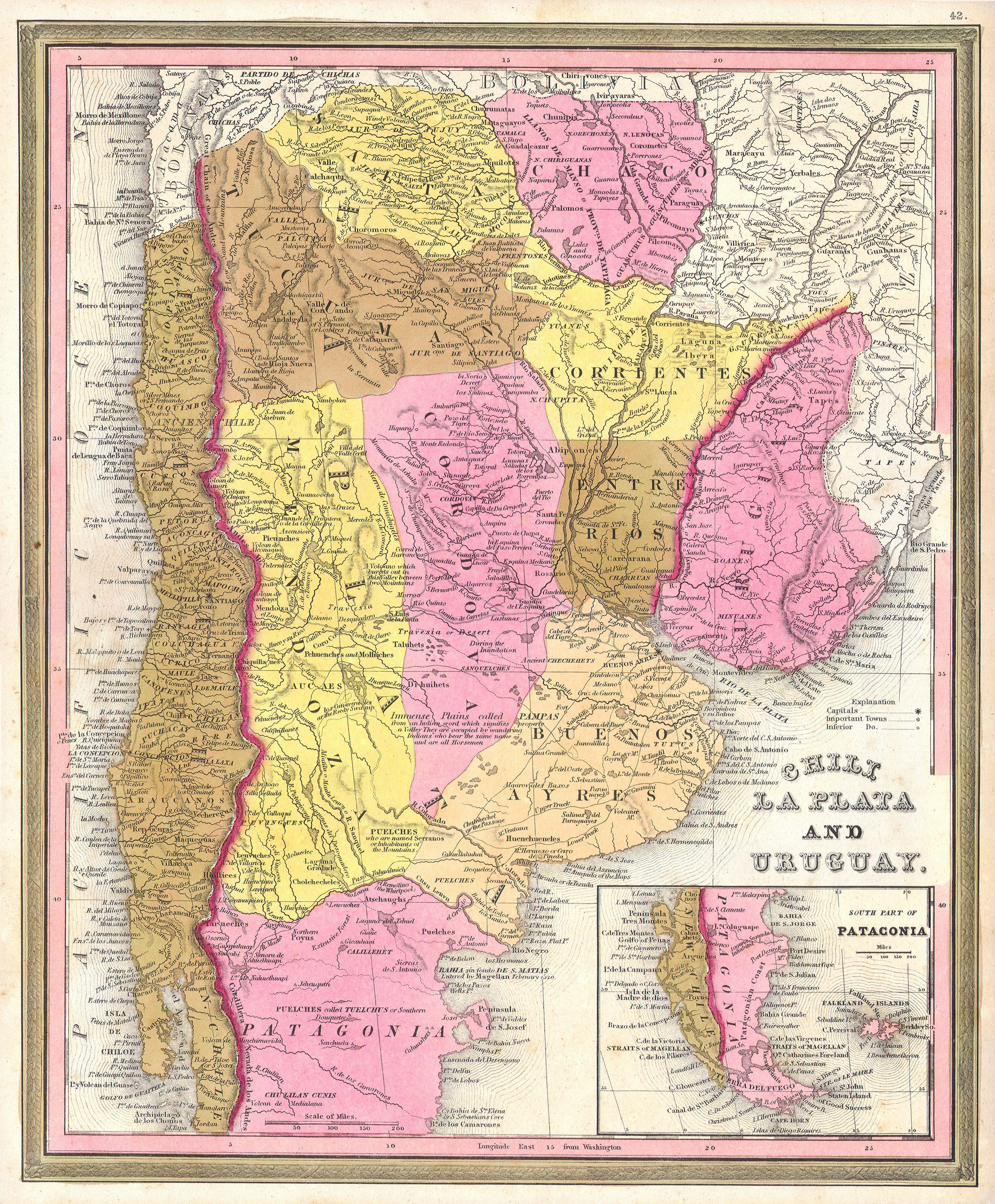
El Cono Sur en 1846.[n 1]

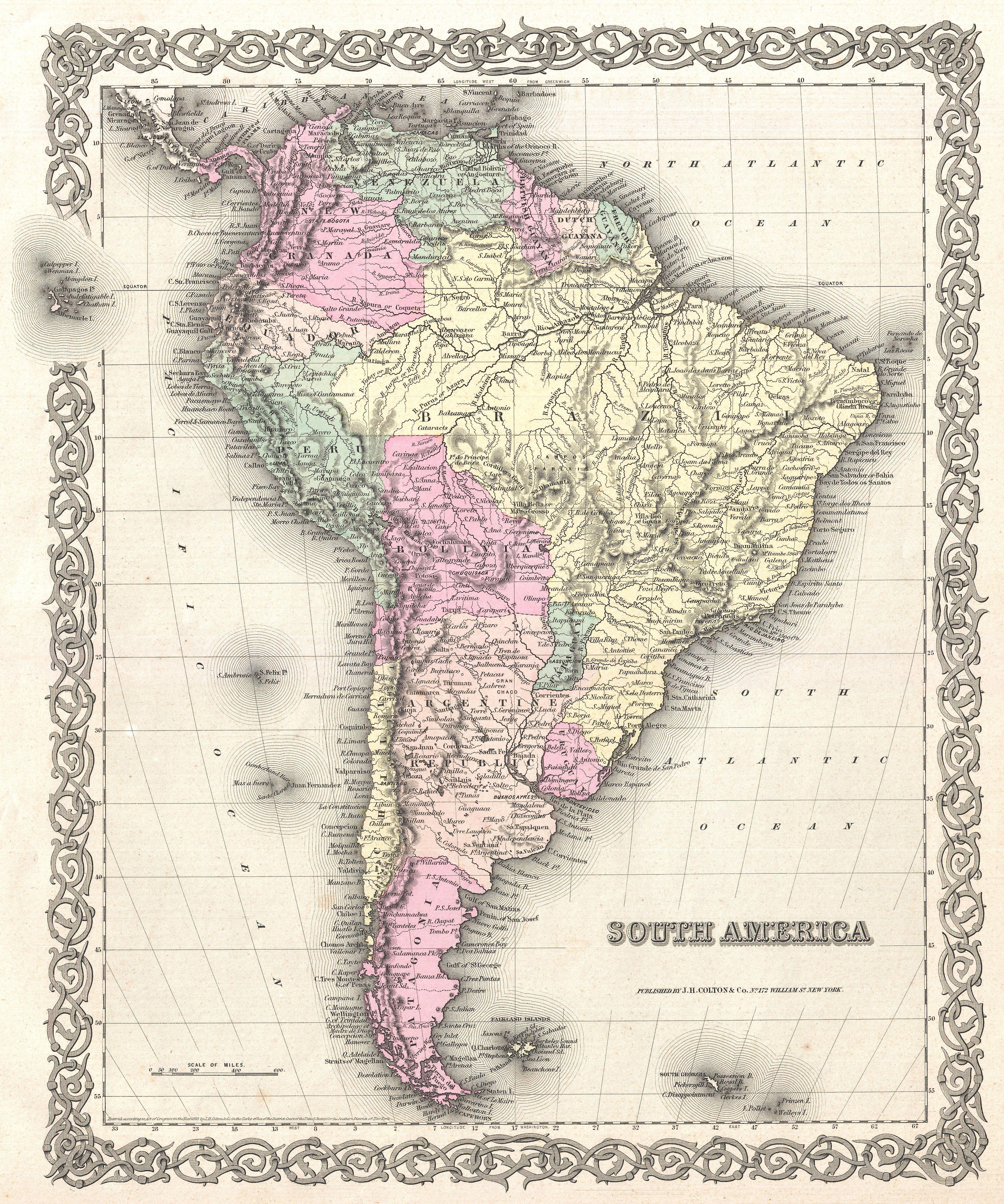
Sudamérica en 1855.

Mapa de la presencia efectiva de la República de Chile en la Patagonia Oriental entre 1810 y 1877 antes de las campañas argentinas de Roca en 1877 y Villegas en 1884, y antes del tratado de 1881.

La Constitución de Chile de 1822 habló acerca de límites del territorio chileno soberano y reclamado así:

Título Primero. De la Nación Chilena y de los chilenos
- Artículo 3.º El territorio de Chile conoce por límites naturales: al Sur, el Cabo de Hornos; al Norte, el despoblado de Atacama; al Oriente, los Andes; al Occidente, el mar Pacífico. Le pertenecen las islas del Archipiélago de Chiloé, las de la Mocha, las de Juan Fernández, la de Santa María y demás adyacentes.

Estos límites fueron repetidos en las constituciones de 1823, 1828, y 1833, vigente hasta 1925. Al sur de estos países estaba la Patagonia, nombre dado por los europeos al territorio indígena del extremo austral de América que no conquistaron. El 18 de enero de 1826, mediante el Tratado de Tantauco, Chile incorporó el archipiélago de Chiloé y el territorio continental al norte del canal de Chacao tras la rendición de los realistas. Los límites de esa dependencia incluían la Patagonia occidental. Ese mismo año, el 20 de noviembre se firma un acuerdo diplomático con las Provincias Unidas del Río de la Plata en el cual se reconoce el principio de uti possidetis iuris, sin embargo, el tratado no fue ratificado por Chile, por lo que nunca entró en vigor.

Disputa de la Patagonia Oriental, Tierra del Fuego y el estrecho de Magallanes entre Argentina y Chile (1842-1881).

En 1830 Bernardo O'Higgins envió al presidente Joaquín Prieto una carta:

Estas materias, repito, que ocupan mi imaginación me permiten, mi querido general, no solamente recomendarle, sino también imprimir en Ud. la grande importancia de calcular y adquirir por todos los medios posibles la amistad, no solamente de los araucanos, sino aún con más vigor, de los pehuenches y huilliches, conviniendo como yo convengo con Molina, que todos los habitantes de los valles del Este, así como del Oeste de los Andes, son chilenos. Yo considero a los pehuenches, puelches y patagones por tan paisanos nuestros como los demás nacidos al norte del BíoBío; y después de la Independencia de nuestra patria, ningún acontecimiento favorable podría darme mayor satisfacción que presenciar la civilización de todos los hijos de Chile en ambas  bandas  de  la  gran  cordillera  y  su  unión  en  una  gran familia [...] Yo me gozo, pues mi querido general, en la confianza de que no anda muy distante el día en que el bárbaro y errante leñador de las Pampas se convierta en civilizado pastor, y el pobre y desnudo salvaje de la Tierra del Fuego en un industrioso y acomodado pescador
Bernardo O'Higgins, 1830

El año siguiente envía una carta a la Marina Real Británica hablando sobre su país:

Chile viejo y nuevo se extiende en el Pacífico desde la bahía de Mejillones hasta Nueva Shetland del Sur, en latitud 65° Sur y en el Atlántico desde la península de San José en latitud 42° hasta Nueva Shetland del Sur, o sea, 23° con una superabundancia de excelentes puertos en ambos océanos, y todos ellos salubres en todas las estaciones. Una simple mirada al mapa de Sudamérica basta para probar que Chile, tal como queda descrito, posee las llaves de esa vasta porción del Atlántico Sur.
Bernardo O'Higgins, 1831

En marzo de 1845 ocurre un incidente involucrando al ganadero chileno Manuel Jirón de la provincia de Maule y autoridades argentinas de la provincia de Mendoza en la zona de la cordillerana de Talca dando inicio a la cuestión de los potreros de cordillera.

Presencia efectiva de Chile en la Patagonia Austral entre 1843 y 1879.

La toma de posesión del estrecho de Magallanes en 1843, significó la instalación de población chilena en la zona, primero en el Fuerte Bulnes y luego en Punta Arenas (1848), lo que provocó la molestia del gobierno argentino, interesado en aquel y porque aún la Patagonia no era asignada. En 1847 ambos países comenzaron a negociar su demarcación para conquistarla, pero discrepando en la zona del estrecho y el archipiélago de Tierra del Fuego. En 1856 firmaron un tratado donde reafirmaron el seguir el concepto de uti possidetis iuris y resolver sus problemas limítrofes de manera pacífica y Argentina fundó una colonia en el estrecho para bloquear la soberanía chilena, la cual Chile disolvió en 1874.

Ambas partes contratantes reconocen como límites de sus respectivos territorios, los que poseían como tales al tiempo de separarse de la dominación española, el año 1810, y convienen a aplazar las cuestiones que han podido o puedan suscitarse sobre esta materia para discutirlas después pacífica y amigablemente, sin recurrir jamás a medidas violentas y, en caso de no arribar a un completo arreglo, someter la decisión al arbitraje de una nación amiga.
Artículo XXXIX, Tratado de 1856.

En 1878 Argentina inició la Conquista del Desierto sobre la Patagonia oriental y acordó con Chile en el Tratado Fierro-Sarratea formar una comisión que debía determinar la frontera. Al comienzo de la guerra del Pacífico en 1879, convinieron la paz: no intervenir en favor de Bolivia y Perú, así como aplicar el principio bioceánico en el tema limítrofe. Con el Tratado de 1881, fijaron sus límites en las más altas cumbres divisorias de aguas en la cordillera de los Andes hasta el paralelo 52°. En la Patagonia, Chile se quedó con el sector occidental a la cordillera hasta el océano Pacífico, y Argentina con el sector oriental hasta el océano Atlántico.

### Demarcación de 1893

Mapa de los cambios territoriales surgidos en Tierra del Fuego a base del Protocolo de 1893.

El Tratado de 1881 fue hecho con poco conocimiento geográfico de la Patagonia y en la Isla Grande de Tierra del Fuego se trazó una línea recta desde el meridiano de Punta Dungeness hasta tocar el Canal Beagle. Sin embargo, con posterioridad los peritos descubrirían que la bahía de San Sebastián de costa atlántica se encontraba parcialmente en territorio chileno, por ende, Argentina pidió la revisión del límite y este se fijó desde el cabo del Espíritu Santo hasta el ya mencionado canal.
Además durante la demarcación realizada a base del Tratado de 1881, el perito Francisco Pascasio Moreno también se dio cuenta de que el seno Última Esperanza, que se encuentra al este de las altas cumbres de los Andes, es un mar interior de aguas profundas con salida al océano Pacífico. Ante esto, Chile exige la revisión del límite en la zona invocando el "espíritu del tratado". Los diplomáticos de ambos países acuerdan que "la soberanía de cada Estado es absoluta sobre el litoral respectivo, de modo que Chile no puede pretender punto alguno sobre el Atlántico, como la República Argentina no puede pretenderlo hacia el Pacífico", aclarando que "si en la parte peninsular del sur, precisamente el seno de Ultima Esperanza, al acercarse al paralelo 52, apareciese la cordillera internada entre los canales del Pacífico que allí existen, los peritos dispondrán el estudio del terreno para fijar una línea divisoria que deje a Chile las costas de esos canales".
El límite definitivo en la zona de Última Esperanza no sería definido hasta 1902.
El efecto inmediato del protocolo fue la pérdida de territorio por parte de Chile en la Isla Grande de Tierra del Fuego al moverse el límite 11,3 km hacia el oeste.
Algunos de los lugares transferidos son:
- Parte de la bahía de San Sebastián
- Parte del lago Errázuriz/Roca (originalmente siendo un lago chileno por completo) y del Lago Fagnano/Cami
- La bahía Lapataia

Este protocolo ratificó el principio de "Chile al Pacífico y Argentina al Atlántico" del cual, más adelante surgieron discrepancias respecto al límite de ambos océanos.

### Puna de Atacama

Mapa de repartición territorial de la Puna de Atacama.

Durante la guerra del Pacífico Chile ocupó territorios bolivianos, entre otros la Puna de Atacama que posteriormente fue entregada por Bolivia a Argentina a cambio de la renuncia argentina a sus reclamos sobre Tarija, lo que no fue aceptado por Chile. Este conflicto fue resuelto con la mediación del cónsul de los Estados Unidos en Buenos Aires, William I. Buchanan. El laudo del árbitro estadounidense determinó la división del territorio en disputa: de un tercio para Chile y dos tercios para Argentina.
Posteriormente en 1904 se trazó una línea entre el Hito 1.º y el cerro Zapaleri, ya que faltaba determinar el límite en esa zona.
Tras el final del litigio, Antofagasta de la Sierra queda definitivamente en soberanía argentina.

### Laudo de 1902

Mapa de los cambios territoriales surgidos a partir del Laudo de 1902.

Debido a que en algunos lugares la línea de las cumbres más altas no coincide con la divisoria de las aguas (en general, la divisoria de las aguas es más favorable a Chile, en cambio la línea de las cumbres más altas favorece a la Argentina que en algunos casos obtendría una salida al océano Pacífico), el Tratado de Límites entre Chile y Argentina de 1881 no pudo ser aplicado por simple acuerdo bilateral y se solicitó el arbitraje de la Reina Victoria del Reino Unido en virtud del artículo VI del tratado. Estas desavenencias ocurrían en:
- el lago Lácar.
- los valles al sur del lago Nahuel Huapi
- Esquel, el valle 16 de Octubre y sus cercanías.
- el lago Palena.
- el lago General Carrera/Buenos Aires
- el Lago Cochrane/Pueyrredón
- el lago O'Higgins/San Martín
- el río Vizcachas
- la región del seno Última Esperanza.
- el paso de San Francisco.

Por parte de Chile el perito designado fue Diego Barros Arana, por Argentina Francisco Pascasio Moreno, y como árbitro británico se designó a Sir Thomas Holdich.
En el marco de la delimitación, el perito argentino realizó el desvío del río Fénix para reforzar su tesis en favor de las altas cumbres, generando descontento en Chile.
Cuando el 18 de febrero de 1898 Alejandro Bertrand, ayudante del perito chileno, pasó por el río Fénix, observó el canal que se había abierto comunicándoselo a Barros Arana. Cuando éste pasó también por el lugar comunicó el hallazgo al gobierno chileno. El 12 de mayo de 1898 el ministro chileno en Buenos Aires presentó una protesta diplomática pidiendo una investigación: 

La naturaleza y gravedad de esos datos justifican una seria investigación; pero solamente el gobierno argentino está en situación de ordenarla con expectativas seguras de llegar a establecer las verdaderas responsabilidades (...)
 ambos países deberían abstenerse de ejecutar actos posesorios y mucho menos actos tendentes a variar su dependencia hidrográfica, cualquiera que pudiera ser (...)
 por cuanto había circunstancias que le hacían creer que los autores de la desviación fueron miembros de las comisiones argentinas de límites (...) 
 la zanja habría sido abierta durante el mes de enero por colonos galenses contratados y traídos al efecto a gran distancia desde la región del Chubut por la octava sub comisión argentina.

El canciller argentino Amancio Alcorta respondió el 27 de julio de 1898:

Antes de conocer los antecedentes que V. E. menciona, y que no le conducen a conclusión alguna asertiva, el Gobierno argentino se había informado de ella por las publicaciones de la prensa; pero dándose cuenta de su alcance con ánimo sereno, como lo ha hecho en las circunstancias más graves, creyó como cree actualmente que no merecían ocupar su atención desde que aún siendo exactas, no alteran en nada la situación anterior perfectamente conocida y comprobada por las mismas transcripciones que hace V. E. del libro del señor Moreno.
 El Gobierno argentino no se ha creído ni se cree en el deber de efectuar averiguaciones sobre hechos que, aún resultado exactos, carecen de importancia y no tocan ni alteran los derechos de los países limítrofes, hayan sido estos producidos por los empleados del Señor Perito argentino, en comprobación de sus estudios, o por los pobladores de esas regiones que han necesitado mayor caudal de agua para sus operaciones de riego de los terrenos que ocupan.

Posteriormente explicó que "En realidad, los ayudantes del Perito restablecieron el curso natural del río, pero no intentaron cambiar la situación de la Cordillera de los Andes". En su siguiente visita a Chile Moreno fue recibido con silvatinas y pedradas.
El 30 de abril de 1902 Argentina realizó un plebiscito en el Valle 16 de Octubre, zona con una mayoría de inmigrantes galeses traídos por tal país.
El 20 de noviembre del mismo año el rey británico Eduardo VII dictó sentencia sobre estos litigios y falló considerando que el lenguaje del tratado de 1881 y del protocolo de 1893 era ambiguo y susceptible de varias interpretaciones, siendo irreconciliables las posiciones de ambos países, disponiendo que en el lugar el límite internacional debía pasar por el monte Ap Iwan, cortando el lago Buenos Aires, que del lado chileno recibió el nombre de lago General Carrera, quedando todo el curso del río Fénix del lado argentino.
El área del seno Última Esperanza, en la costa del océano Pacífico, también estuvo disputada. El Laudo Arbitral británico de 1902 favoreció a Chile.
Luego de la delimitación fronteriza de 1902, el gobierno chileno otorgó grandes extensiones de tierra de la región de Aysén a diversas compañías ganaderas, entre ellas la «Sociedad Industrial de Aysén», la Anglo-Chilean Pastoral Co, y la «Sociedad Explotadora del Baker». Dichas empresas construyeron caminos y establecieron rutas marítimas para comercializar sus productos. También en los años siguientes muchos colonos chilenos se trasladaron desde la Patagonia Argentina hacia valles y áreas limítrofes en el territorio chileno.

### Valles de Palena

Mapa explicativo de la disputa de los valles de Palena.

El conflicto por el trazado de la frontera en la región del río Encuentro en los valles orientales de Palena. Para ello se utilizó el Tratado General de Arbitraje (de los Pactos de mayo de 1902), solicitando en junio de 1966 Chile y la Argentina a la Corona británica una sentencia definitiva en la cuestión. La sentencia fue dictada el 9 de diciembre de 1966 trazando la frontera aproximadamente por los límites de la colonización chilena y argentina.

### Incidentes delFourniere islote Snipe

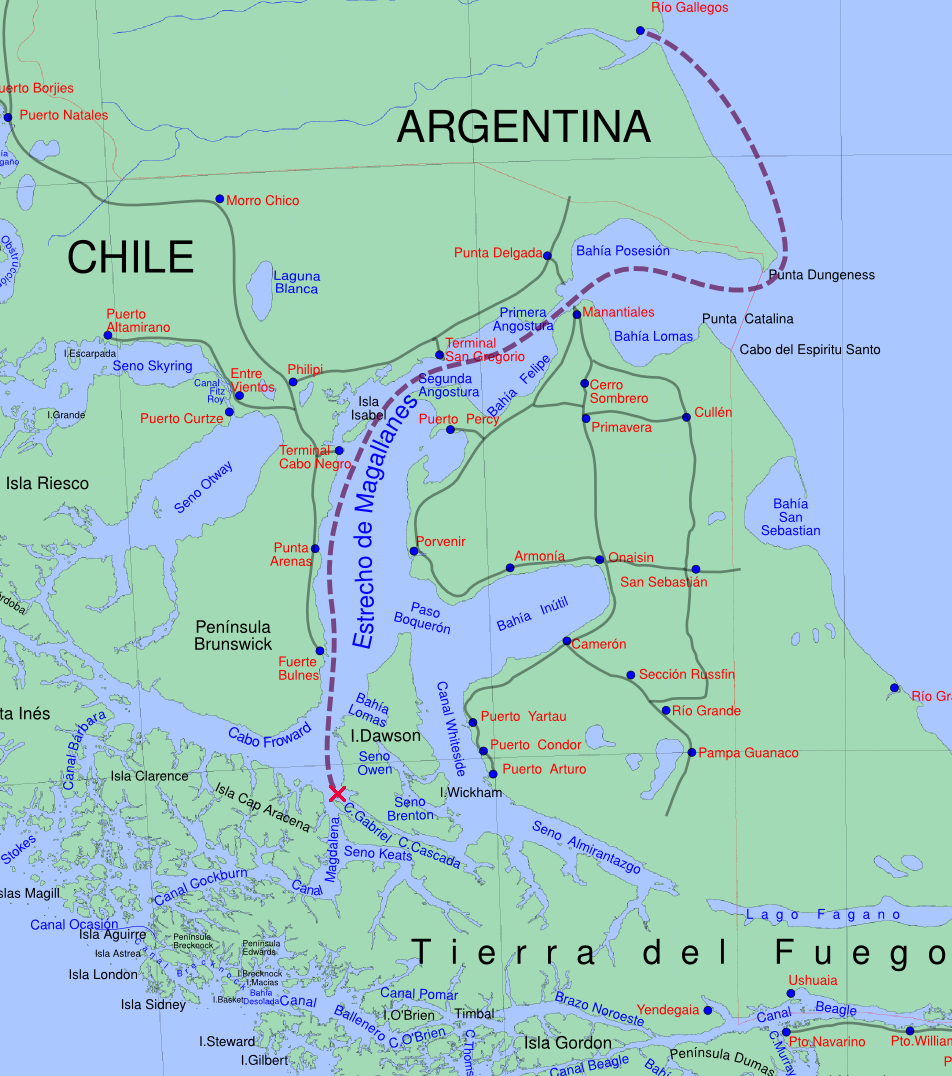
El último viaje del Fournier.

En 1949 el desastre del dragaminas argentino ARA Fournier en el que murió toda su tripulación cerca de isla Dawson complicó las relaciones entre ambos países, por ser la isla Dawson netamente territorio chileno.
En 1958 ocurrió el incidente del islote Snipe que tensó nuevamente las relaciones entre los países:
El islote Snipe es una diminuta isla con un pequeño faro de tipo «mecano» el cual efectivos argentinos cortaron, instalando otro en su lugar. Según que brazo del canal Beagle se dictaminare como portador del límite, este islote podía quedar bajo soberanía argentina, o chilena lo cual finalmente ocurrió.

### Laguna del Desierto

Mapa sobre la disputa fronteriza de la laguna del Desierto

La zona entre el hito 62 en la ribera sur del lago O'Higgins/San Martín y el Monte Fitz Roy, en la que se encuentra el lago del Desierto, fue objeto de un conflicto limítrofe entre Chile y la Argentina debido a la escasa información de la zona cuando se firmó el Tratado de 1881 entre Argentina y Chile.
La muerte del teniente de carabineros Hernán Merino en un enfrentamiento con efectivos de la Gendarmería Nacional Argentina, en laguna del Desierto provocó un gran revuelo entre Chile y la Argentina teniendo como telón de fondo tensas relaciones durante los últimos meses de 1965 y el siguiente año de 1966 con movilización de las escuadras chilena y argentina al sur. El laudo arbitral de 1994 señaló que los 530 km² en disputa eran en su totalidad argentinos.

### Crisis del Beagle

Mapa del conflicto del Beagle.

Conflicto protagonizado por las repúblicas de Argentina y Chile por la posesión de las aguas del Canal Beagle y sus islas interiores, junto con el grupo de las islas Picton, Lennox y Nueva ubicadas en la parte oriental del canal Beagle.
La disputa se inició la década posterior a la firma del Tratado de Límites de 1881. A pesar del pequeño tamaño de las islas, su valor estratégico entre los océanos Atlántico y Pacífico originó un largo conflicto entre ambos estados sudamericanos durante gran parte del siglo XX. A este se le sumó la cuestión de la boca oriental del estrecho de Magallanes.
El conflicto se caracterizó por diversos momentos de tensión y distensión. En los años 1970 finalmente ambos países llegaron a un acuerdo para someter a arbitraje la soberanía de los territorios disputados a un tribunal internacional auspiciado por la reina Isabel II del Reino Unido. La sentencia, conocida como Laudo Arbitral de 1977 reconoció como frontera marítima entre Chile y Argentina una línea en diagonal hacia el este. Además, reconoció a las islas Picton, Nueva y Lennox como chilenas (en contra la postura de Argentina), al igual que las islas al sur de la mitad del canal Beagle, mientras que las islas al norte de la mitad son reconocidas como argentinas (en contra de la postura de Chile que reclamaba la totalidad de las islas del canal).

el conflicto del Beagle y su proyección marítima.

El régimen argentino declaró unilateralmente nulo el fallo, lo que provocó una escalada belicista durante 1978. El conflicto llegó a su punto cúlmine el día 22 de diciembre de 1978 cuando las Fuerzas Armadas argentinas intentaron desembarcar tropas en las islas en litigio e invadir Chile, acción delineada bajo la denominación táctica de: Operación Soberanía, pero fueron detenidas en su cometido por una fuerte tormenta en la zona del Beagle, otorgando así un tiempo mayor para que los jerarcas militares argentinos que aún eran reticentes a aceptar la oferta papal de mediación en la controversia lo pudieran hacer, lo cual finalmente ocurrió.
El conflicto, tras más de cien años de disputa, se solucionó finalmente en 1984 con la firma del Tratado de Paz y Amistad de 1984.
En 2021, el gobierno de Argentina presidido por Alberto Fernández emitió el Decreto 457 en el cual se lee en su anexo que sería "fundamental continuar fortaleciendo es el de la exploración, estudio y control conjunto sobre el Estrecho de Magallanes", lo cual motivó una nota de protesta por parte de Chile, ante lo cual, Argentina se comprometió corregir el decreto.
En 2025 durante el gobierno de Javier Milei, Argentina expresó que consideró que la administración anterior cometió un "error" respecto a la interpretación de los tratados vigentes al crear tal decreto y se comprometió a redactar y publicar una nueva "Directiva de Política de Defensa Nacional", que anularía el decreto de 2021.

### Campo de Hielo Patagónico Sur
El límite en el campo de hielo Patagónico Sur fue definido en 1898 por los peritos Francisco Pascasio Moreno de Argentina y Diego Barros Arana de Chile. Estos no tuvieron diferencias en la zona entre el monte Fitz Roy y el cerro Stokes a diferencia de los otros territorios que fueron sometidos a arbitraje en el laudo de 1902. Se definió el límite sobre los siguientes hitos montañosos y su continuidad natural: Fitz Roy, Torre, Huemul, Campana, Agassiz, Heim, Mayo y Stokes (actual Cervantes). En 1914 el cordón Mariano Moreno fue visitado por una expedición y bautizado como tal, sin embargo, Francisco Pascasio Moreno ya conocía de su existencia.
El litigio del campo de hielo Patagónico Sur surge el cuestionamiento del límite ya acordado por parte de Argentina la cual comienza a reclamar la revisión del límite y que este pase por el cordón Mariano Moreno y otros hitos al oeste del límite de 1898.
En 1998 se firma un acuerdo entre ambos países para resolver la disputa y redibujar el límite el área. Ambos países pudieron llegar a un acuerdo en la sección sur del área (entre el cerro Murallón y Daudet) pero no ocurrió lo mismo con el área norte (entre el monte Fitz Roy y el cerro Daudet), por lo tanto se dejó pendiente el área determinada entre los paralelos de Latitud Sur 49°10′0″ y 49°47′30″ y los meridianos de Longitud Oeste 73°38′0″ y 72°59′00″, los cuales forman un rectángulo el cual se muestra en la cartografía oficial chilena, no así en la argentina, quedando hasta la actualidad sin definirse el límite en tal zona.

### Plataforma continental extendida en el Mar de la Zona Austral

Mapa sobre la disputa.

La Convención de las Naciones Unidas sobre el Derecho del Mar (Convemar) del 30 de abril de 1982, y que entró en vigor el 16 de noviembre de 1994, estableció el régimen de la plataforma continental en la Parte VI (artículos 76 al 85), definiendo en el artículo 76 inciso 1 lo que se entiende como plataforma continenta.
Argentina ratificó la convención el 12 de enero de 1995, entrando en vigor para ese país el 31 de diciembre de 1995.
El 25 de agosto de 1997 Chile firma y ratifica la Convención de Naciones Unidas sobre el Derecho del Mar, entrando en vigor el 24 de septiembre de 1997 para el país.
En 2009 Argentina hizo una presentación ante la Comisión de Límites de la Plataforma Continental de las Naciones Unidas, siendo aceptada en 2016 por la CONVEMAR. El mapa de la presentación incluyó los territorios en disputa con el Reino Unido como los son las islas Malvinas, Georgias y Sandwich del Sur, una medialuna al sur del mar territorial argentino definido en el tratado de 1984 con Chile, la cual era también reclamada por Chile como parte de su mar presencial, y el mar circundante a la península Antártica reclamada por los tres países mencionados. Ese mismo año, el 8 de mayo Chile presenta su Informe Preliminar a la Comisión de Límites de la Plataforma Continental de Naciones Unidas.
En 2020, la Cámara de Diputados de la Nación Argentina, aprobó por unanimidad el límite exterior de la Plataforma Continental Argentina en la Ley 27.557.
Ese mismo año, el 21 de diciembre, Chile presentó ante la Comisión de Límites de la Plataforma Continental de Naciones Unidas el informe parcial de la plataforma continental extendida en Isla de Pascua y Salas y Gómez.
En 2021 el presidente chileno Sebastián Piñera firmó el Decreto Supremo n.º 95 en el que se explicita la plataforma continental al este del meridiano 67° 16′ 0 como parte del área de la plataforma continental (no extendida) chilena, proyectada desde las islas Diego Ramírez, reclamando también la medialuna que Argentina considera como parte de la extensión lograda por el criterio de la plataforma continental extendida. Esto se manifestió en la Carta SHOA N°8 y motivó una respuesta de la cancillería argentina contra la medida de Chile.
En febrero de 2022 Chile entrega su segunda presentación parcial respecto de la Plataforma Continental Occidental del Territorio Chileno Antártico y en agosto del mismo año realiza las presentaciones orales de ambas presentaciones parciales en la Sesión N°55 de la Comisión de Límites de la Plataforma Continental en la ONU en Nueva York.
En 2023 Chile, a través del SHOA, pone a disposición un gráfico ilustrativo que muestra todos los espacios marítimos reclamados por el país, siendo nuevamente rechazado por Argentina.
Conforme a lo dispuesto por el artículo 74 sobre "Delimitación de la zona económica exclusiva entre Estados con costas adyacentes o situadas frente a frente" de la Convención de las Naciones Unidas sobre el Derecho del Mar, cuando exista un tratado de delimitación marítima entre los Estados interesados, las cuestiones se resolverán por las disposiciones de ese tratado.

## Historia del límite con Bolivia

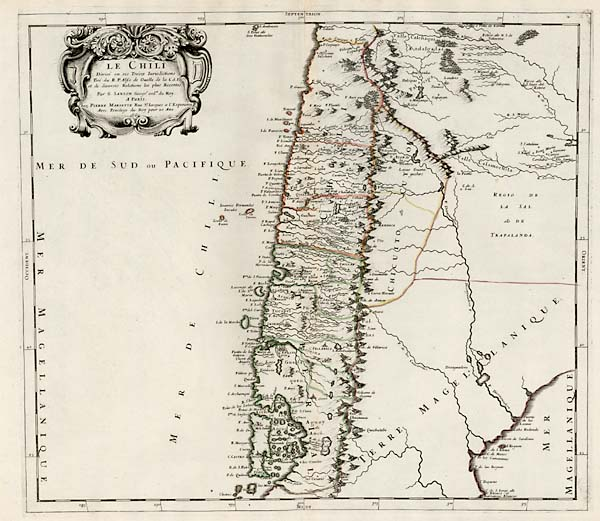
Le Chili Divise en ses Treize Iurisdictions. Mapa de Chile por Nicholas Sanson, publicado en París en 1669.

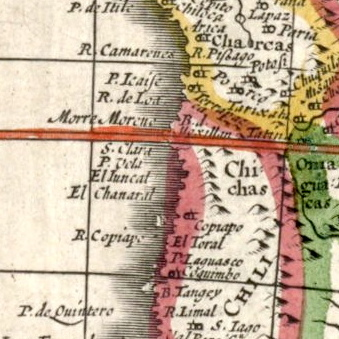
Límite de Chile y Perú en el río Loa, en un mapa del año 1662.

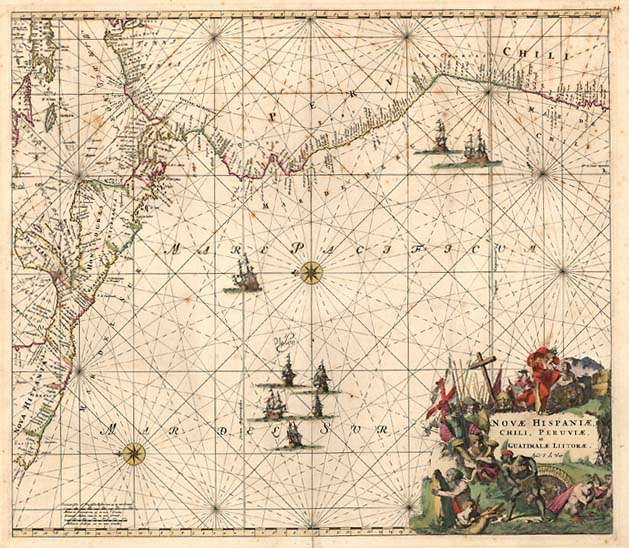
Novae Hispaniae, Chili, Peruviae, et Guatimalae Littorae. Mapa de Fredrick De Wit, publicado en Ámsterdam en 1675.

Carta esférica de las costas del Reyno de Chile levantada por Orden del Rey en el año de 1790 por varios Oficiales de su Real Armada, Juan Moreno Tejada; Juan de Langara; Felipe Bauzá y Pedro Manuel Gangoiti. Puertos de la actual región de Antofagasta aparecen bajo jurisdicción chilena.

### Despoblado de Atacama: desde la independencia hasta 1866

Disputa limítrofe de Atacama entre Bolivia y Chile.

A fines del siglo XVII, Francisco de Cisternas y de la Fuente Villalobos, uno de los más acaudalados terratenientes del norte de la Capitanía General de Chile o Reino de Chile, obtuvo por merced de tierras del 4 de julio de 1674 la encomienda de Paposo. A partir de entonces, la rada fue conocida como Hacienda de Paposo, debido a que el encomendero, aprovechando los pastos naturales del lugar, la dedicó a la crianza de ganado. El asentamiento comenzó a ser denominado Nuestra Señora del Paposo, al parecer, desde 1679.

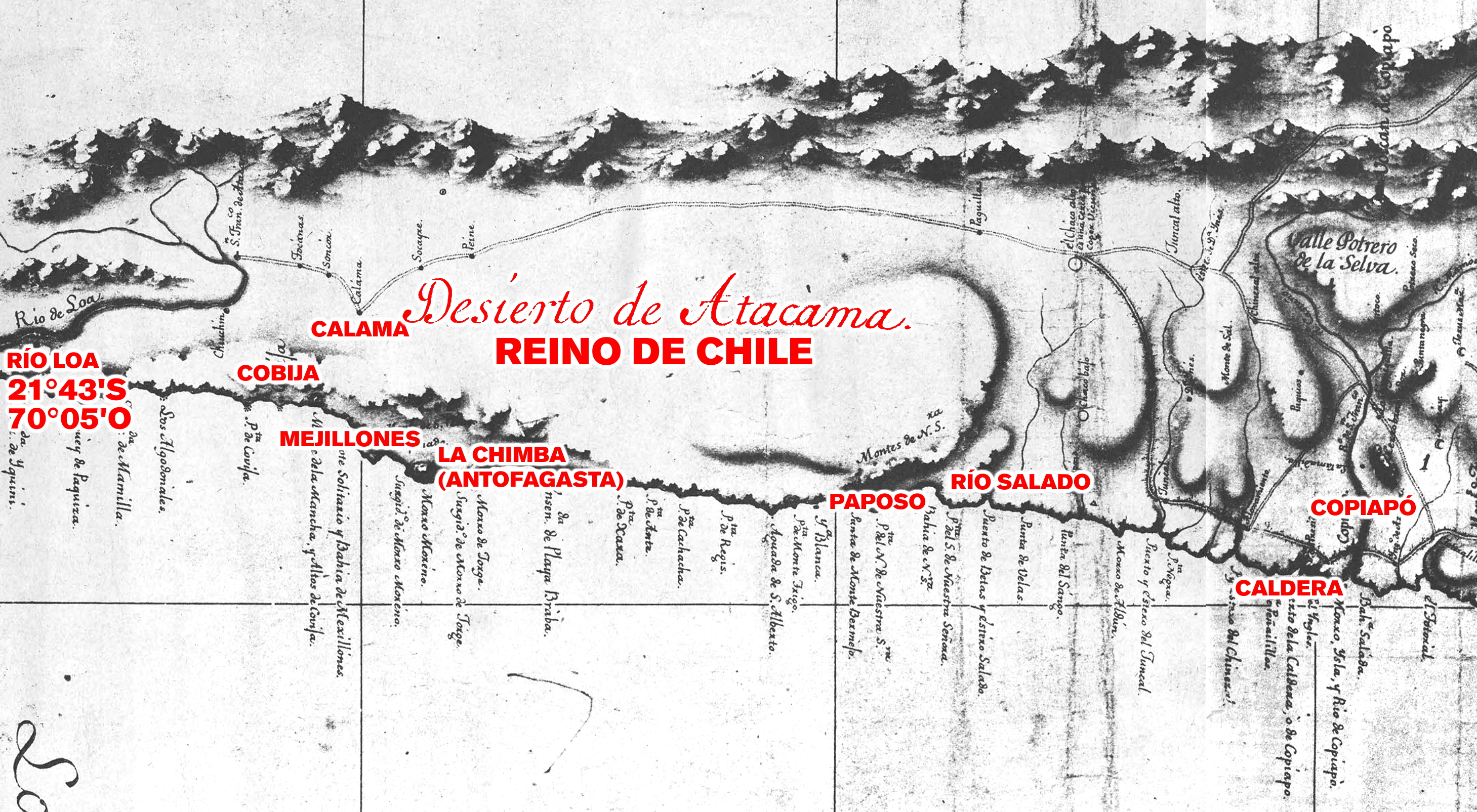
Mapa de Andrés Baleato, de 1793 mostrando el límite entre Chile y Perú en el río Loa.

Durante la época del Imperio español, el despoblado de Atacama aparece como parte del corregimiento de Copiapó de la Capitanía General de Chile.
El 6 de septiembre de 1777 se emite una Real Orden referida al cobro relacionada al almojarifazgo y alcabalas en Chile el cual hace mención del despoblado de Atacama y los pueblos circundantes como parte de la jurisdicción chilena:

Aunque en el corregimiento de Copiapó, cuya cabeza es la villa de San Francisco de la Selva, se contienen los puertos de Cobija y bahía de Mexillones, puerto de Betas, el de Juncal, el de Copiapó o la Caldera, Bahía Salada, puerto del Totoral y el del Huasco, como son tan accidentales las arribadas de navíos con este arreglo, y también a las cortas entradas que puedan ocurrir por la cordillera, camino del Despoblado y de territorio de aquella jurisdicción, el administrador de este destino propondrá el sujeto o sujetos que conceptuare necesarios para la mejor recaudación de dichos ramos y aumento de la Real hacienda
Archivo General de Indias de Sevilla, Audiencia de Chile, legajo 328.

Asimismo en el mapa levantado por la Armada española en 1792 se incluye dentro del Reino de Chile desde el paralelo 22° al sur, en otras palabras, desde la zona del río Loa. En el mapa de 1793 elaborado por Andrés Baleato, director de la Escuela Náutica de Lima, por orden del virrey Francisco Gil de Taboada y Lemus, Chile tiene como frontera norte el grado 21° y medio, en específico la desembocadura del río Loa, haciendo mención explícita que la zona estaba despoblada y recién habían poblados desde el paralelo 24°.
Hipólito Unanue publica sobre el Virreinato de Perú en 1793 lo siguiente: 

La ensenada de Túmbez lo separa por el norte del Nuevo Reino de Granada y el río Loa por el sur del desierto de Atacama y reino de Chile
Guía política, eclesiástica y militar del virreinato del Perú de 1793

En la memoria del Francisco Gil de Taboada que le dio a su sucesor Ambrosio O'Higgins en 1795 se describe el límite entre el Perú y Chile el río Loa.
Durante la época del gobernador Ambrosio O'Higgins (1788-1796), por orden de sus autoridades locales, se apostaron en Paposo a fin de desbaratar eventuales desembarcos de corsarios ingleses que rondaban el litoral del desierto de Atacama.
Según anota Claudio Gay, el 28 de julio de 1797, el gobernador del Reino de Chile, Gabriel de Avilés y del Fierro, autorizó la suma de quinientos pesos de la época para la construcción de una capilla en Paposo. No contento con eso, autorizó al presbítero santiaguino, Rafael Andreu Guerrero, a trasladarse a la zona como Teniente de Cura y se colocase a las órdenes del cura propietario de Copiapó, en el corregimiento chileno de Atacama. En 1853, el explorador Rodulfo Philippi hacía mención de dicha capilla.

### Tratado de 1904

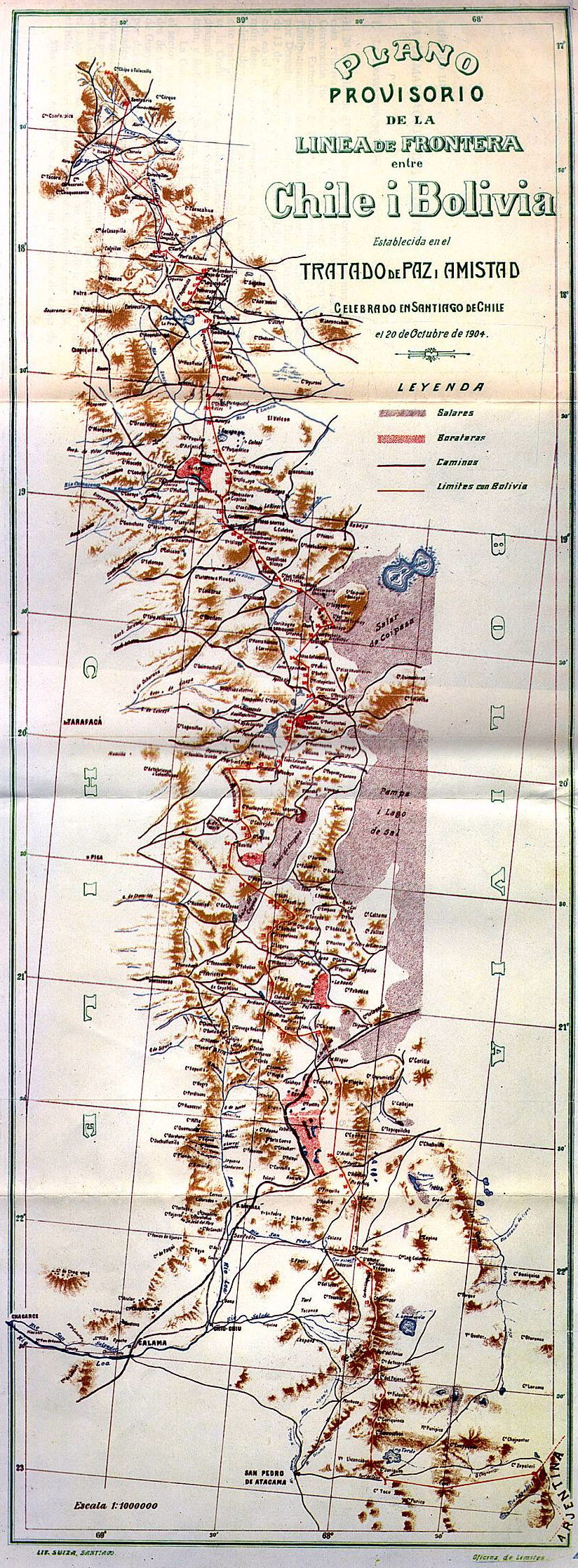
Plano Provisorio de la Línea de Frontera entre Chile i Bolivia establecida en el Tratado de Paz i Amistad celebrado en Santiago de Chile el 20 de octubre de 1904.

Tras la guerra del Pacífico, en 1904 se firmó con Bolivia la paz definitiva. En este acuerdo se acordó que Bolivia le traspasaría el dominio absoluto y perpetuo de Chile el territorio de la Provincia de Antofagasta, Chile en este tratado se comprometía a construir una línea férrea entre Arica y La Paz, también Chile reconocía a favor de Bolivia el libre derecho de tránsito comercial por su territorio y los puertos del Pacífico y el derecho a establecer agencias aduaneras en Antofagasta y Arica.

### Acuerdo de Charaña
El Acuerdo de Charaña fue firmado el 8 de febrero de 1975 entre los presidentes Augusto Pinochet (de Chile) y Hugo Banzer (de Bolivia) en la estación ferroviaria boliviana de Charaña. Este acuerdo permitió el restablecimiento de las relaciones diplomáticas boliviano-chilenas, suspendidas en 1962, y el diseño de una propuesta para solucionar la mediterraneidad de Bolivia.
El gobierno chileno propuso, a cambio de un canje territorial, la cesión de una franja de terreno a lo largo de su frontera septentrional con Perú, entre el océano Pacífico y la frontera con Bolivia. Sin embargo, la fórmula fue objetada por el gobierno peruano; los acuerdos firmados entre Bolivia y Chile se disolvieron y las relaciones entre ambos países se quebraron el 17 de marzo de 1978, sin llegar a implementar ninguna de las propuestas originales.

## Historia del límite con el Perú

### Presunto límite anterior a la guerra del Pacífico
Al inicio de su vida republicana, según la historiografía chilena, Chile y Perú limitaban en el río Loa, a base de esto Bolivia habría ocupado ilegalmente el corredor de Atacama ya que este habría pertenecido en exclusiva a Chile.
Existe otra postura historiográfica que narra que no existía una frontera entre el Virreinato del Perú y la Capitanía General de Chile y que el Perú limitaba al sur con Charcas, al igual que Chile en su frontera norte.

### Guerra del Pacífico

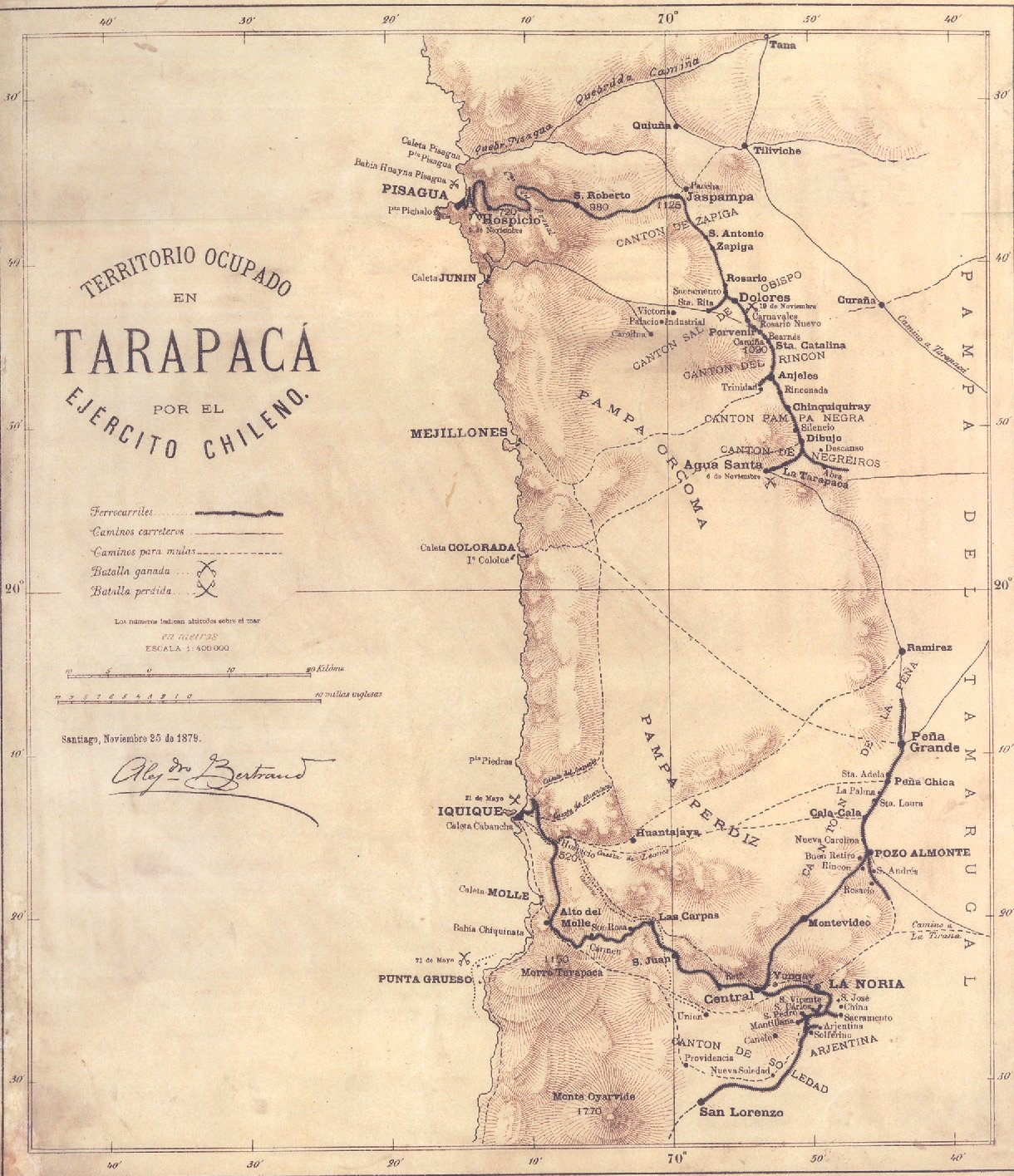
Mapa del Territorio ocupado en Tarapacá por el ejército chileno durante la guerra del Pacífico, del 25 de noviembre de 1879.

Tras una controversia entre Bolivia y Chile, el 5 de abril de 1879 estalla la guerra del Pacífico. El Perú se ve inmerso en ella, debido a la alianza defensiva que tenía con Bolivia.
Tras la guerra, Chile y Perú firman el Tratado de Ancón, en el cual Perú cede Tarapacá a Chile y entrega por 10 años hasta la realización de un plebiscito las provincias de Tacna y Arica.

### Tacna y Arica
El río Sama y el Ticalaco fue el límite entre Perú y Chile entre el año 1885 y 1925, año en el que se entrega Tarata al Perú y el límite pasa a ser la cordillera de la zona en conjunto con el río Sama.
En 1885 se discutió si el río Sama nacía más al norte del río Ticalaco, por ende la frontera debía correr por ahí o no.

## Historia de la fronterade factoen la Araucanía
Parlamentos como el de Quilín, y posteriores reconocen la autodeterminación de los indios de Chile, su plena autonomía frente a la Corona de la que son súbditos, el que en sus regiones los españoles no podían gobernar ni poblar, aunque sí intentar evangelizar. Por ende estos territorios no eran considerados como res nullius (cosa sin dueño), por parte de potencias extranjeras.
Las fronteras entre los españoles y los mapuches se mantuvieron relativamente estables desde fines del siglo XVIII: el río Biobío por el norte y la zona del lago Llanquihue por el sur, con enclaves españoles en Valdivia y Osorno, ampliados tras el Pacto de Las Canoas (1793). Así, tras la anexión de Valdivia (1820) y Osorno (1822) y Chiloé (1826), el territorio de la república estaba partido en dos por el territorio mapuche, que no formaba una entidad política única, sino que estaba controlado por diversos loncos y ñidol longko a veces enemistados entre sí y con diferentes actitudes hacia la presencia de chilenos en su territorio y en la frontera. Chile mantuvo el statu quo durante los primeros años de vida independiente, por ejemplo, en el parlamento de Tapihue (1825). A partir del gobierno de Manuel Montt (1851-1861) las tropas chilenas de La Frontera comenzaron a avanzar hacia el sur y a fundar fuertes y ciudades, pactando con algunos indígenas y sometiendo a otros o derrotándolos en acciones militares. En la década de 1881 tuvo lugar la ofensiva final chilena, en el proceso denominado Pacificación de la Araucanía, casi simultáneo con la llamada Conquista del Desierto emprendida por Argentina. Como resultado de esta expansión, los mapuches perdieron su autonomía, fueron despojados de sus tierras y enviados a vivir a "reducciones" que abarcaban el 5% del territorio original y Chile se adueñó del territorio comprendido entre el sur del Biobío y el norte del Toltén, de modo que desapareció la discontinuidad en su territorio continental.

## Otros territorios

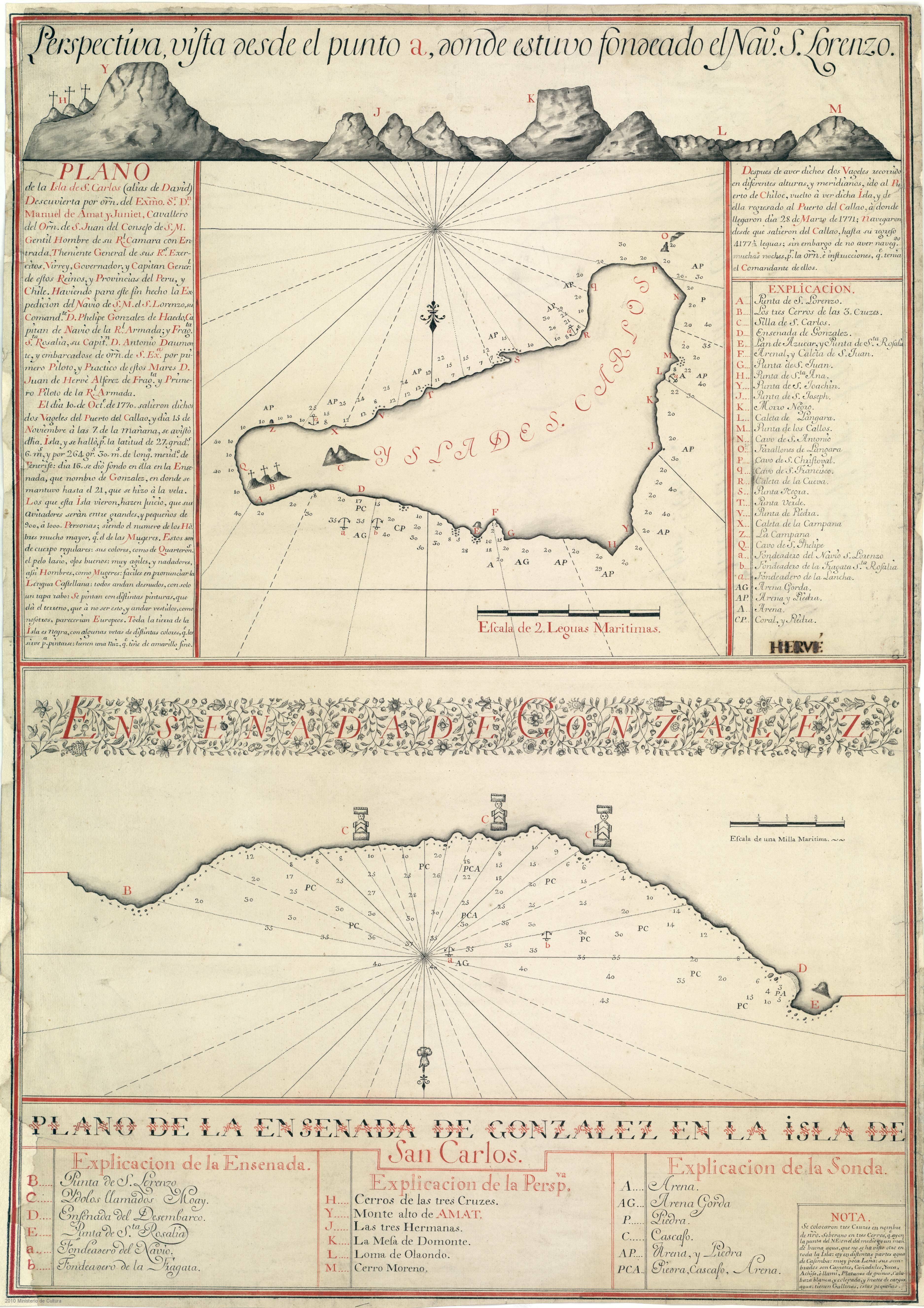
Mapa de la isla de San Carlos (actual isla de Pascua o Rapa Nui) de 1772 hecho por Felipe González de Haedo, el territorio fue incorporado al reino de Chile dos años antes.

### Isla de Pascua
En 1770 se produjo una expedición a Isla de Pascua ordenada por el virrey del Perú Manuel de Amat y Juniet y bajo el mando de Felipe González de Ahedo arribó a la isla y llevó a cabo el primer levantamiento cartográfico de la misma, bautizándola como isla de San Carlos, en honor al rey Carlos III de España, y tomando posesión de la misma para la Corona Hispánica y en específico el reino de Chile. En la documentación elaborada por González de Ahedo, aparecen por primera vez dibujos de los moais. De la toponimia elaborada por González de Ahedo, solo se conserva en la actualidad el nombre de Punta Rosalía. En 1776 Juan Ignacio Molina destaca a la isla por sus «monumentales estatuas» en el quinto capítulo sobre «Islas Chilenas» de su libro «Historia Natural y Civil del Reino de Chile».
El 9 de septiembre de 1888, gracias a las gestiones del obispo de Tahití, monseñor José María Verdier, se firma el acuerdo de voluntades, en el cual el representante local Atamu Tekena, cabeza del Consejo de Jefes Rapanui cede la soberanía de la isla al Estado de Chile, representado por Policarpo Toro. Los ancianos rapanui ceden la soberanía, sin renunciar a sus títulos de jefe, a la propiedad de sus tierras, a la vigencia de su cultura y tradiciones y en igualdad de condiciones. Los rapanui nada vendieron, ellos se integraron en igualdad de condiciones a Chile.

### Isla Salas y Gómez
La isla fue descubierta por el español José Salas Valdés en 1793 y explorada por José Manuel Gómez en 1805; el topónimo, Salas y Gómez, honra a ambos navegantes. 
Desde su descubrimiento, la isla no fue visitada a menudo y, a pesar de su importancia estratégica, nunca tuvo población permanente. Hallazgos de aparejos de pesca indican, sin embargo, la presencia esporádica de navíos pesqueros en sus costas.
En 1808, la Capitanía General de Chile anexionó la isla, la cual fue administrada por la Armada de Chile desde 1888 e incorporada al departamento de Isla de Pascua (denominado provincia de Isla de Pascua desde 1974) a partir de 1966.

### Islas Desventuradas
Se creyó que fueron descubiertas por Hernando de Magallanes en su viaje a Oriente. Su nombre se debería a que Magallanes, cuando salió del estrecho de Todos los Santos, se encontraba en problemas por la falta de alimentos, y al descubrir que estaban deshabitadas y sin vegetación, las denominó como se llaman en la actualidad.
Cincuenta y cuatro años después de que Chile fuera descubierto por su parte austral por Hernando de Magallanes y treinta y nueve años después que lo fuera por el norte por Diego de Almagro, el 8 de noviembre de 1574, el piloto español Juan Fernández descubrió realmente las islas San Félix y San Ambrosio, conocidas también como las islas Desventuradas. Dieciséis días más tarde, en la misma navegación hacia el sur, Juan Fernández descubriría el archipiélago que hoy lleva su nombre, constituido por las islas Más a Tierra (Róbinson Crusoe), Santa Clara y Más Afuera (Alejandro Selkirk).

### Juan Fernández

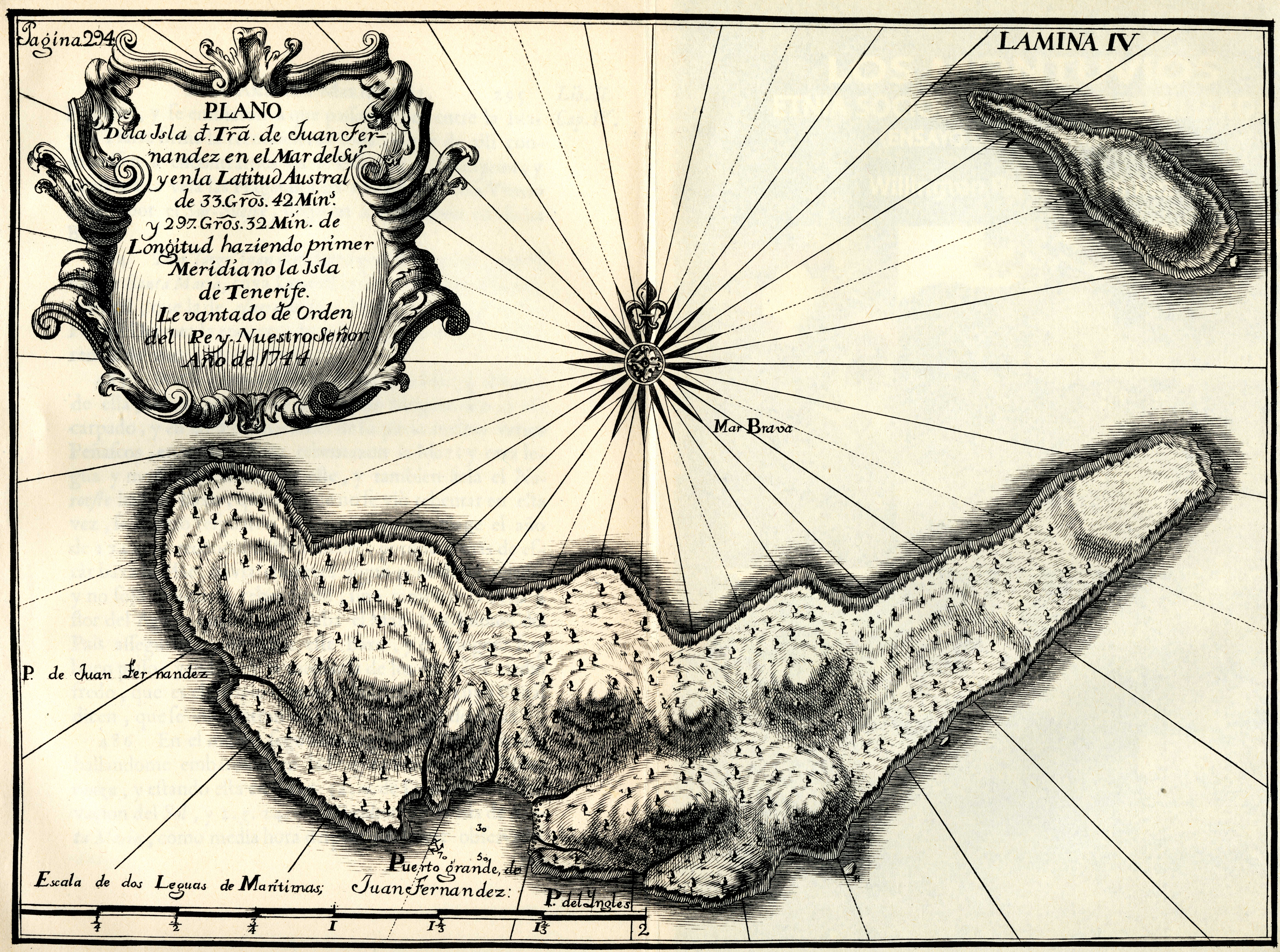
Plano del año 1744 que muestra el Archipiélago, publicado en la Relación histórica del viaje a la América meridional, Tomo II, de Jorge Juan y Antonio de Ulloa.

El archipiélago fue descubierto por el marino español Juan Fernández, probablemente entre 1563 y 1574. Oficialmente se da como fecha de su descubrimiento el 22 de noviembre de 1574. 
Una de las principales razones, además de las clásicas de exploración de la época, por la que Juan Fernández llegó hasta ese lugar, es porque buscaba una forma de evitar la corriente de Humboldt. Su plan era alejarse de la costa que es por donde pensaba (acertadamente) que la corriente era más fuerte, navegar hacia el sur con menor resistencia, y luego navegar de vuelta hacia el este sin tener que enfrentar la corriente de frente. Dicha búsqueda se vio forzada a hacerla pues la corriente en cuestión, hacía el viaje hacia el sur del continente sudamericano por la costa del océano Pacífico, una travesía extremadamente lenta, ya que los barcos debían navegar a contra corriente.
En los siglos XVII y XVIII fue usado como guarida de piratas y corsarios. En 1749 fue construido por los españoles el Fuerte Santa Bárbara en la isla Más a Tierra (Robinson Crusoe), como protección contra los piratas y corsarios. Fue reconstruido en 1974 y declarado Monumento Histórico en 1979. En su momento estaba protegido por seis fortines artillados.
Después del desastre de Rancagua (1814), durante las luchas por la Independencia, la isla sirvió de prisión hasta 1817 para los patriotas Juan Egaña y otros, quienes tuvieron que vivir en la llamada Cueva de los Patriotas (Monumento Histórico en 1979). En 1832, el archipiélago fue visitado por Claudio Gay. Durante el gobierno de Carlos Ibáñez del Campo (1927-1931), la isla Robinson Crusoe fue usada como prisión para reos comunes y políticos.

### Antártica e islas australes adyacentes

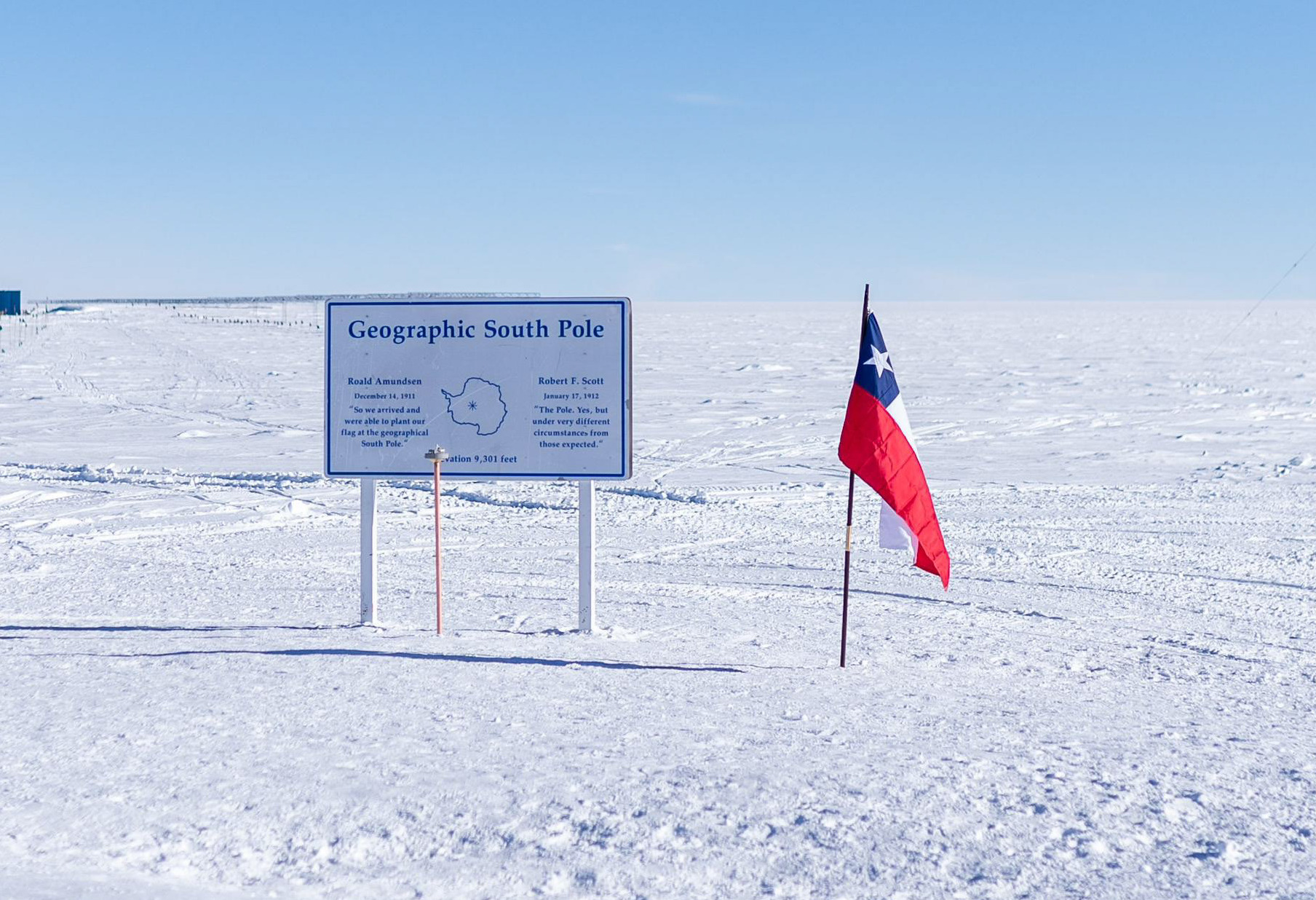
Frontera Sur del Chile Tricontinental, el polo sur con una bandera nacional.

Mapa mostrando las reclamaciones de Chile y Argentina en el continente antártico y la superposición de estas. Ambos países se reconocen los territorios que no se superponen con el propio según lo estipulado en los protocolos de los años 1947, 1948, 1964, 1971 y 1978.

A partir de 1555 los derechos de la gobernación de la Terra Australis son fusionados con los de la gobernación de Chile
En una real cédula del 29 de mayo de ese año se le pide al gobernador de Chile, Jerónimo de Alderete, que: «tome posesyón en nuestro nombre de las tierras y provincias que caen en la demarcación de la Corona de Castilla, de la otra parte de dicho estrecho» refiriéndose a los territorios al sur del estrecho de Magallanes.

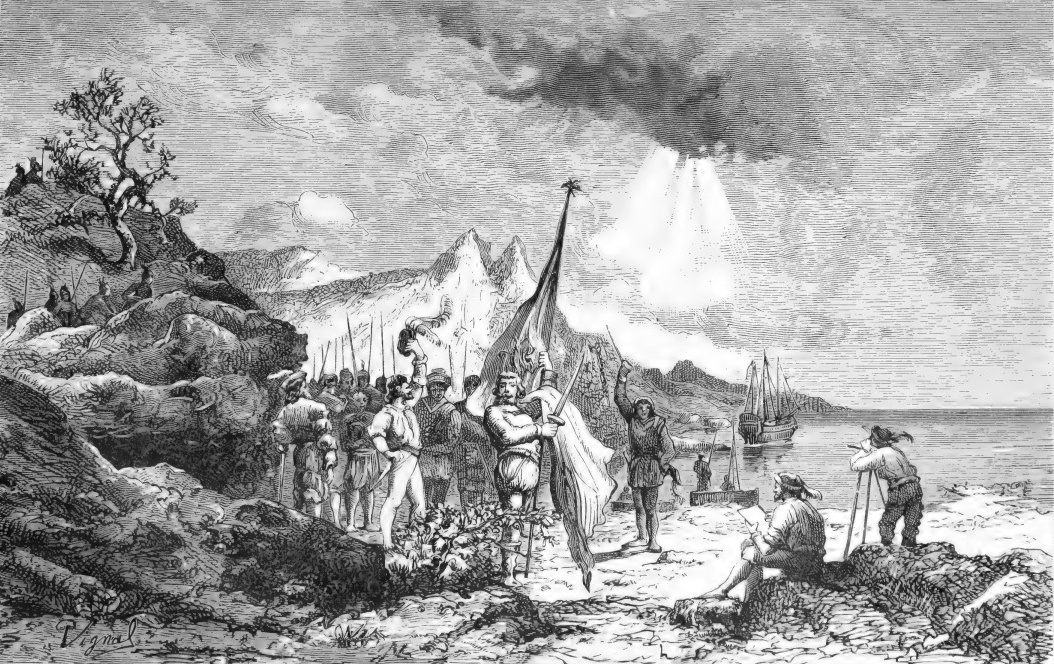
Juan Ladrillero toma posesión del estrecho de Magallanes para la gobernación de Chile y el rey de España en 1558.

Su sucesor, García Hurtado de Mendoza, mandó a Juan Ladrillero, en 1558 a tomar posesión de ambas riberas del estrecho de Magallanes. Cuando se designa a Francisco de Villagra también se le solicita tomar posesión de las tierras al sur del Estrecho en la Real Cédula que lo nombró, quedando en definitiva como límite austral de la gobernación de Chile el polo sur en base al título transferido desde la gobernación de Terra Australis.
En 1603 el explorador hispano Gabriel de Castilla navegó en los territorios al sur del estrecho de Magallanes y denominó a las islas que descubrió como islas de La Buena Nueva en honor al barco en el que navegaba. No se ha confirmado del todo que las islas a las que se refería eran las actuales Shetland, pero sí se sabe que eran islas de la entonces tierra conocida como Terra Australis.
Un decreto emitido por Chile el 27 de febrero de 1906 cedió la explotación industrial agrícola y pesquera por 25 años, en las islas Diego Ramírez, Shetland del Sur, Georgias del Sur y la Tierra de Graham a Enrique Fabry y a Domingo de Toro Herrera, encargándoseles también el resguardo y la custodia de los intereses soberanos de Chile en la zona. La Argentina protestó formalmente el 10 de junio de 1906 por esas acciones de Chile y al año siguiente Chile invitó al Gobierno argentino a negociar un tratado para dividir las islas y la Antártica continental americana, pero no fue aceptado. El 7 de julio de 1906 se funda la Sociedad Ballenera de Magallanes, por el Decreto Supremo n.º 2.905. Pedro de Bruyne solicitó al Gobernador de Magallanes, Froilán González, la
autorización para fundar una estación en las Shetland del Sur, lo que fue aceptado por Decreto n.º 1.341 de diciembre de 1906.
La Carta Patente del 21 de julio de 1908, establecía que: "…el grupo de las islas conocidas con el nombre de Georgias del Sur, Orcadas del Sur, Shetland del Sur, Islas Sándwich y el territorio conocido como Tierra de Graham, situados en el Océano Atlántico Sur, al sur
del paralelo cincuenta de latitud sur, ubicados entre los grados veinte y ochenta de longitud oeste, son parte de Nuestro Dominio…", lo que produjo con conflicto diplomático con el Reino Unido.
Sociedad Ballenera de Corral, creada en 1910 con capitales chilenos, noruegos y, desde 1915, solamente de Adolfo Andresen. Operaron en  el litoral austral y las aguas antárticas, en las Shetland del Sur y Orcadas del Sur. Contó con bases de operaciones en caleta San Carlos en Corral y en isla Decepción.
Durante el periodo republicano de Chile, el presidente Pedro Aguirre Cerda demarcó concretamente los límites del territorio Chileno Antártico en 1940 entre los meridianos 53° O y 90° O hasta el polo sur.
Como en Chile se consideraba que sus derechos antárticos llegaban hasta la línea del Tratado de Tordesillas, al fijar el decreto el límite de su reclamación en un meridiano situado más al occidente (el de 53° O), se redujo su pretensión para no incluir a las islas Orcadas del Sur en consideración de los derechos argentinos. Argentina protestó formalmente por el decreto mediante nota del 12 de noviembre de 1940, rechazando su validez y expresando una potencial reclamación a la misma área. A su vez, el Reino Unido protestó el 25 de febrero de 1941.
Posteriormente con la firma del tratado Antártico en 1959 todas las reclamaciones territoriales sobre el continente quedaron congeladas mientras esté en vigor el texto.

## Tratados de límites

### Frontera Chile-Argentina
- Tratado de paz, amistad, comercio y navegación de 1856:

Este tratado fija el principio de uti possidetis relativo a lo que cada estado poseía en 1810 y posponía la resolución de los litigios limítrofes para el futuro. En su artículo 39.º, el tratado proponía los mecanismos de la negociación diplomática directa y del arbitraje para solucionar las diferencias en las tierras australes.
- Tratado de 1881 entre Chile y Argentina:

Este tratado fija completamente el límite entre ambos países, dividiendo para ello la frontera en tres partes. Desde el norte hasta el paralelo 52 sur, luego define el límite al norte del Estrecho de Magallanes y por último en la región del canal Beagle.
- Protocolo de Límites de 1893:

Para evitar que Chile quedase dividido por una salida argentina al Océano Pacífico se firmó el Protocolo de Límites de 1893 donde se especificó que ni Chile puede tener costas en el Océano Atlántico ni la Argentina en el Océano Pacífico y se movió el límite en la isla Grande de Tierra del Fuego 11,3 km hacia el oeste.
- Laudo de Buchanan sobre la Puna de Atacama
- Pactos de Mayo y el laudo limítrofe entre Argentina y Chile de 1902

En mayo de 1902 se firmaron tres pactos entre Chile y la Argentina que a menudo son llamados 'Los Pactos de Mayo'. Estos son: Acta Preliminar, Convenio de Limitación de Armamentos Navales y el Tratado General de Arbitraje entre Chile y Argentina de 1902
- Fallo arbitral de 1966 sobre los valles del Alto Palena
- Tratado de Paz y Amistad entre Chile y Argentina de 1984

Este tratado puso fin a varias controversias que afectaban el límite entre ambas repúblicas en el Estrecho de Magallanes, el canal Beagle, las islas al sur del canal (Islas Picton, Nueva y Lennox, Wollaston, Evout, Barnevelt, de Hornos, Snipe, Gratil, Augustus, Deceit, Terhalten, Sesambre y Freycinet) así como el límite oceánico.
- Arbitraje sobre el límite entre el hito 62 y el monte Fitz Roy

Tras una amarga disputa entre ambos países sobre el territorio entre el hito 62 y el monte Fitz Roy (en donde se encuentra la laguna del Desierto), en 1991 los presidentes de ambos países acuerdan someter la disputa a un Tribunal Arbitral con juristas latinoamericanos. En 1994 el Tribunal falla a favor de la postura Argentina, en 1995 Chile apela sin éxito y termina aceptando el fallo.
- Acuerdo para precisar el recorrido del límite desde el Monte Fitz Roy hasta el Cerro Daudet de 1998

En 1998 ambos países deciden resolver sus diferencias en el campo de hielo Patagónico Sur, con este motivo firman un acuerdo para volver demarcar con la frontera en el área disputada, creando una nueva a base de consenso, sin embargo, ambos países no logran acordar el recorrido entre el Monte Fitz Roy y el Cerro Murallón, por lo cual, este tramo queda pendiente de su resolución hasta el día de hoy y por el contrario, el recorrido del límite entre el cerro Murallón y Daudet ya se encuentra demarcado.
Las cartografías de ambos países muestran el límite del área de maneras radicalmente diferentes a pesar de haber acordado un sector del límite.

### Frontera Chile-Bolivia
Previamente al tratado de 1904 que define la frontera actual, Chile y Bolivia firmaron tratados fronterizos en 1866 y 1874 fijando el límite en el paralelo 24° en el marco de la disputa limítrofe del desierto de Atacama.
El límite actual entre Chile y Bolivia fue delimitado por el Tratado de Paz y Amistad de 1904. Fue firmado el 20 de octubre de 1904 en La Paz por el ministro plenipotenciario chileno Emilio Bello Codesido y el ministro plenipotenciario boliviano Alberto Gutiérrez.
Este tratado define el límite entre Chile y Bolivia como sigue:
- Desde la cumbre más alta del cerro Zapaleri una línea recta hasta la cumbre más alta del cordón desprendido hacia el sur del cerro Guayaques (en 22°54′ latitud sur aproximadamente), siguiendo por línea recta hasta el portezuelo del Cajón y desde ahí el cordón que sube hacia el norte pasando por la ladera norte del cerro Juriques, la ladera noreste del volcán Licancabur en el punto innominado a dos tercios de altura de dicha falda (5.400 m —en el punto 22°49′41″ de latitud Sur, 67°52′35″ de longitud Oeste—), el cerro Sairecabur, el cerro Curiquinca y el volcán Patana o Jorjénca;
- Desde ese volcán el límite seguirá por uno de sus contrafuertes en dirección al cerro de Pajonal y en línea recta hasta la cumbre sur de los cerros de Tocorpuri y después por el cordón de Panizo, la cordillera de Talio, el cordón del Línzor y los cerros de Silaguala;
- Por el volcán Apagado en los cerros de Silaguala por contrafuerte al cerrito de Silala y después en línea recta hasta el cerro de Inacaliri o del Cajón, siguiendo por otra línea recta hasta el cerro en el medio de los cerros del Inca o Barrancane y de ahí hacia el norte por el cordón del cerro de Ascotán o del Jardín;
- En línea recta hasta el cerro Araral, otra línea recta hasta el volcán Ollagüe y otra hasta la cumbre más alta del cerro de Chipapa, después yendo hacia occidente por un cordón de lomas hasta el cerro Costa y desde ahí siguiendo el cordón que llega hasta cerro Alconcha y después al volcán Olca;
- Desde ese volcán por el cordón de los cerros del Millunu, de la Laguna, volcán Irruputuncu, cerros Bofedal y Chela, y de ahí por un alto nudo de cerros hasta Milliri, después Huallcani, después el cerro Caiti y finalmente el volcán Napa;
- Desde ese cerro una línea recta hasta el punto diez kilómetros al sur de la cumbre oriental del cerro Huailla y desde ahí una línea recta hasta el cerro Huailla;
- Doblando en seguida hacia el oriente por el cordón de los cerros Laguna, Corregidor y Huaillaputunco a la apacheta más oriental de Sillillica, dirigiéndose por el cordón que va al noroeste de la cumbre del cerro Piga y después pasar en línea recta hasta la cumbre más alta de los Tres Cerritos, de ahí otra línea recta hasta el cerro Challacollo y a la estrechura de la vega de Sacaya, desde ahí en líneas rectas hasta las apachetas de cueva Colorada y de Santaile, donde seguirá al noroeste por los cerros de Irruputuncu y Patalani;
- En línea recta hasta el cerrito Chiarcollo y desde ahí en otra línea recta hasta el cerro Pintapintani, siguiendo por el cordón de cumbre que atraviesa los cerros Quiuri, Pumiri y Panantalla, y de ahí por una línea recta hasta Tolapacheta y otra hasta el portezuelo de Huailla, y de ahí pasando por las cumbres de los cerros de Lacataya y del Salitral;
- Al norte por línea recta hasta el cerrito Tapacollo, otra hasta el mojón de Quellaga y otras más hasta el cerrito Prieto, el cerrito Toldo, los mojones de Sicaya, Chapillijsa, Cabarray, Tres Cruces y Jamachuma, Quinsachata y Chinchillani;
- Cortando el río Todos Santos hasta los mojones de Payacollo y Caraguano, al cerro de Cana y el cerro Capitán (74) y después por la divisoria de las aguas del cordón de los cerros Lliscaya y Quilhuiri y de ahí en línea recta hasta el cerro Puquintica;
- Por el cordón que se dirige a Macaya cortará en este punto el río Lauca dirigiéndose en seguida en línea recta al cerro Chiliri, por la divisoria de las aguas del portezuelo de Japu y cumbres de Ancomarca, a 17° 29‘ 54“ de latitud sur y 69.º 28‘ 28,8” de longitud occidental (UTM: N8030765,668; E20229603,682; Zona: 0,000; Factor escala: 4,917).

### Frontera Chile-Perú

Mapa que muestra los cambios territoriales surgidos a base del Tratado de Ancón (1883).

Mapa explicativo de la Cuestión de Tacna y Arica y posterior solución con el Tratado de Lima (1929).

Mapa de la frontera marítima (desde 2014) y terrestre entre Chile y Perú.

Con el Tratado de Paz y Amistad entre Perú y Chile (Tratado de Ancón), firmado en Lima, el 20 de octubre de 1883, Perú cedió a Chile el territorio de la Provincia Litoral de Tarapacá, que tenía como límite norte el río y quebrada de Camarones y, por el sur, la quebrada y río Loa.
Además, las provincias de Tacna y Arica continuarían en poder de Chile durante diez años, y a su vencimiento, un plebiscito decidiría si dichas provincias retornaban a Perú o pasaban definitivamente a Chile.
El plebiscito en mención, nunca se realizó por la sistemática oposición de los gobernantes chilenos. Por el contrario, pusieron en práctica una política de "chilenización" de ambas provincias. La Provincia de Tarata fue devuelta el 1 de septiembre de 1925.
El 3 de junio de 1929, se firmó en Lima el Tratado y Protocolo Complementario para resolver la cuestión de Tacna y Arica (Tratado de Lima). En virtud de este tratado Tacna retornaba a Perú y Arica pasaba a integrar, en forma definitiva, el territorio chileno. También en este tratado, se fijó la línea de frontera entre ambos países, que se describe a continuación:
- Sobre el inicio de la frontera existe una diferente interpretación entre Chile y Perú. Chile sostiene que inicia en el Hito N.º 1, llamado "Orilla de Mar", a diez kilómetros al norte del puente del río Lluta (Chile). Perú sostiene que la frontera se inicia en el "Punto Concordia" donde el arco de diez kilómetros al norte desde el puente del río Lluta corta el océano Pacífico.
- La línea de frontera sigue hacia el oriente, paralela a la línea del ferrocarril de Arica a La Paz, distante diez kilómetros de ella dejando en territorio chileno las azufreras de Tacora (y también el volcán Tacora).
- La línea de frontera continúa por las sierras de Huaylillas, en dirección norte, hasta el cerro El Fraile.
- Desde el cerro El Fraile, una línea recta en dirección este, hasta la laguna Blanca.
- Una línea recta cruza laguna Blanca hasta su extremo nororiental. Desde allí la línea de frontera continúa hasta la cumbre del cerro Pacocahua, en la parte sur del caserío Ancomarca (Perú).
- Desde este lugar, otra línea recta sobre la meseta de Ancomarca, hasta el hito N.º 80 de la frontera entre Perú y Chile, que está a 17° 29‘ 54" de latitud sur y 69° 28‘ 28,8“ de longitud oeste (UTM: N8030765,668; E20229603,682; Zona: 0,000; Factor escala: 4,917).

El artículo quinto de este Tratado y protocolo Complementario (Tratado de Ancón) establece que, para el servicio de Perú, el "Gobierno de Chile construirá a su costo, dentro de los  1.575 m² de la bahía de Arica, un malecón de atraque para vapores de calado, un edificio para la agencia aduanera peruana y una estación terminal para el ferrocarril a Tacna, establecimientos y zonas donde el comercio de tránsito de Perú gozará de la independencia propia del más amplio puerto libre".
Sobre el límite marítimo el gobierno del Perú mantuvo durante años una discrepancia con su similar de Chile, pues mientras el Perú argumentaba que la frontera no estaba fijada y que esta debía establecerse siguiendo una línea equidistante, el gobierno chileno sostenía que esta ya existía según acuerdos suscritos entre ambos países, y que la línea fronteriza seguía el paralelo geográfico hasta las 200 millas. Luego de seguir un largo proceso ante la Corte Internacional de Justicia de La Haya, esta emitió en 2014 su sentencia estableciendo de manera definitiva la frontera marítima común, la cual se inicia en el punto en que el paralelo geográfico que pasa por el Hito N.º 1 se interseca con la línea de baja marea, y a partir de allí se prolonga hasta las 80 millas, luego continúa en dirección sudoeste sobre una línea equidistante desde las costas de ambos países hasta su intersección con el límite de las 200 millas náuticas medidas desde las líneas de base de Chile y, posteriormente, continúa hacia el sur hasta el punto de intersección con el límite de las 200 millas náuticas medidas desde las líneas de base de ambos países. La Corte definió el trazado de la frontera marítimas sin determinar las coordenadas geográficas precisas y dispuso que las partes debían proceder a determinar tales coordenadas de conformidad con el fallo, lo cual ocurrió el 25 de marzo de 2014.
| Nombre                                         | Coordenadas                                            |
| ---------------------------------------------- | ------------------------------------------------------ |
| Punto de inicio de la frontera marítima (PIFM) | 18°21′00.42″S 70°22′49.80″O / -18.3501167, -70.3805000 |
| Punto A                                        | 18°21′00.42″S 71°46′56.23″O / -18.3501167, -71.7822861 |
| Punto intermedio N.º I-1                       | 18°37′46.94″S 72°02′01.13″O / -18.6297056, -72.0336472 |
| Punto intermedio N.º I-2                       | 18°53′23.91″S 72°20′24.42″O / -18.8899750, -72.3401167 |
| Punto intermedio N.º I-3                       | 19°17′23.40″S 72°47′33.04″O / -19.2898333, -72.7925111 |
| Punto intermedio N.º I-4                       | 19°21′03.52″S 72°51′48.05″O / -19.3509778, -72.8633472 |
| Punto intermedio N.º I-5                       | 19°24′08.15″S 72°55′39.04″O / -19.4022639, -72.9275111 |
| Punto intermedio N.º I-6                       | 19°52′42.20″S 73°36′12.17″O / -19.8783889, -73.6033806 |
| Punto B                                        | 19°58′24.38″S 73°45′11.78″O / -19.9734389, -73.7532722 |
| Punto C                                        | 20°11′54.41″S 73°43′50.58″O / -20.1984472, -73.7307167 |

## Límites marinos al este, oeste y sur

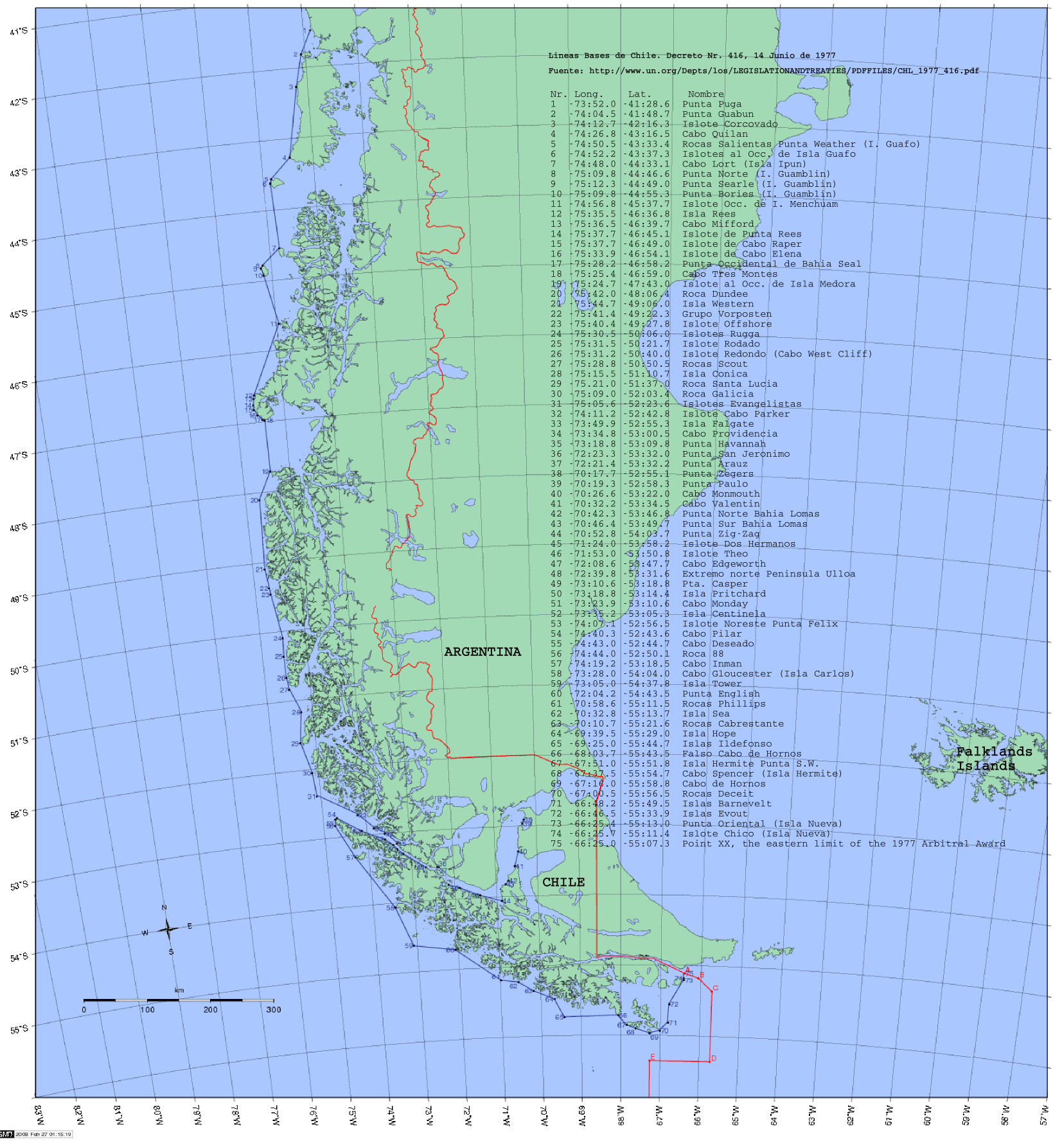
Líneas de base que definen la frontera marítima de Chile según el decreto n.º 416 del 14 de junio de 1977.

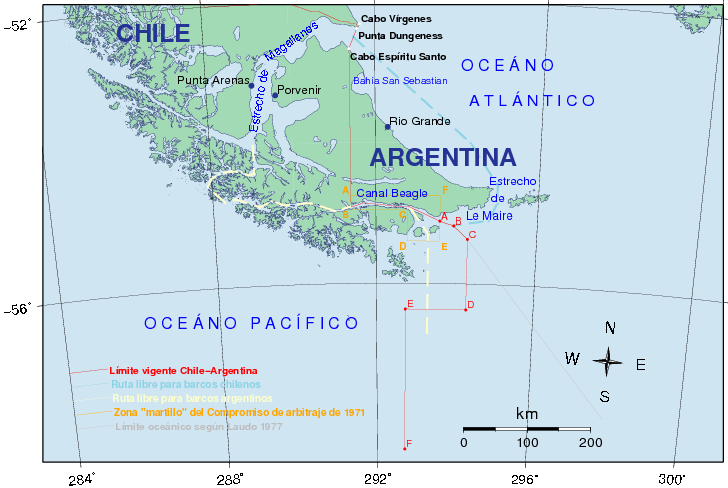
Mapa tras el Tratado de Paz y Amistad de 1984 entre Chile y Argentina.

El 14 de junio de 1977, poco después de conocido y aceptado el Laudo Arbitral de 1977, el gobierno chileno promulgó el decreto n°416 de las líneas de base que fija la frontera marítima en la intrincada zona sur de Chile, desde Puerto Montt hasta el cabo de Hornos.
El decreto define varios tramos que delimitan las aguas interiores chilenas:
- Los puntos más occidentales de las islas entre Puerto Montt y el estrecho de Magallanes.
- La ribera norte y sur del estrecho de Magallanes, sin deltas en la entrada oeste.
- Las aguas interiores chilenas en el entorno oeste, y sur de la isla Grande de Tierra del Fuego con todas las islas que el Laudo Arbitral de 1977 le concedió a Chile desde el canal Beagle hasta el cabo de Hornos y su entorno este.

Este decreto fue inicialmente rechazado por el gobierno argentino, pero finalmente reconocido en el Tratado de Paz y Amistad de 1984.

## Límites actuales

Pérdidas territoriales de la República de Chile de iure (por derecho) según la historiografía chilena.

Chile tiene actualmente una extensión de 756 102,4 km², más una reclamación Antártica (Territorio Chileno Antártico) de 1 250 257,6 km². Su perímetro es de 12 774 km. Sus límites terrestres, que totalizan 7801 km, son (según su mayor o menor longitud):
- Límite Chile-Argentina: 6691 km,[1] desde el cerro Zapaleri hasta el punto cuyas coordenadas son 58°21,1′ de latitud sur y 67°16,0′ longitud oeste (punto F) en el límite entre el océano Pacífico y el océano Atlántico, en el sector sur del mar de la Zona Austral.
- Límite Chile-Bolivia: 942 km,[1] desde la meseta de Ancomarca, en 17.ª 29‘ 57“ de latitud sur y 69° 28‘ 28“ de longitud oeste (UTM: N8031396,478; E20229373,478; Zona: 0,000; Factor escala: 4,917) hasta el cerro Zapaleri.
- Límite Chile-Perú: 168 km,[1] desde la meseta de Ancomarca, en 17° 29‘ 57“ de latitud sur y 69° 28‘ 28“ de longitud oeste (UTM: N8031396,478; E20229373,478; Zona: 0,000; Factor escala: 4,917) hasta el Hito  N.º 1.
- Litoral en el Mar Chileno: 6435 km,[146] desde el paralelo del Hito 1 de la línea de la Concordia en 18°21′3″ de latitud sur hasta el límite con Argentina en el punto «F» cuyas coordenadas son 58°21′1″ de latitud sur y 67°16′0″ longitud oeste (UTM: N-1839780,355; E2942342,749; Zona: -0,000; Factor escala: 1,205).